# マセラティ
マセラティ（伊: Maserati S.p.A.）は、ヨーロッパならびにアメリカの自動車メーカーであるステランティス N.V.  傘下の高級スポーツカーブランド、およびその会社である。イタリアのエミリア＝ロマーニャ州モデナに本社を置き、1914年創業。社名は「マセラーティ」、「マセラッティ」や「マゼラーティ（イタリア語発音: [mazeˈraːti]）」と記載されることもある。

## 沿革

### マセラティ兄弟の創業

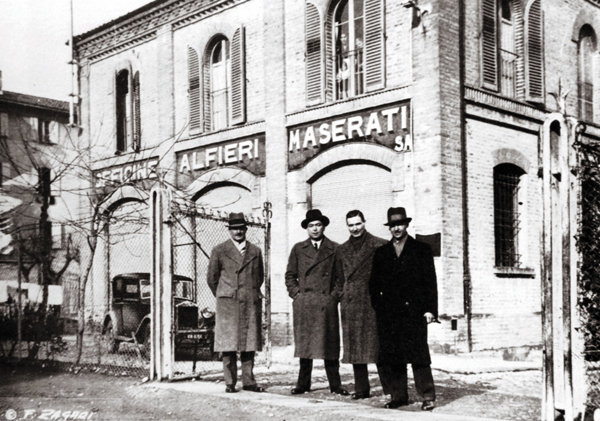
マセラティ4人の兄弟（Ettore, Bindo, Ernesto, Alfieri Maserati）

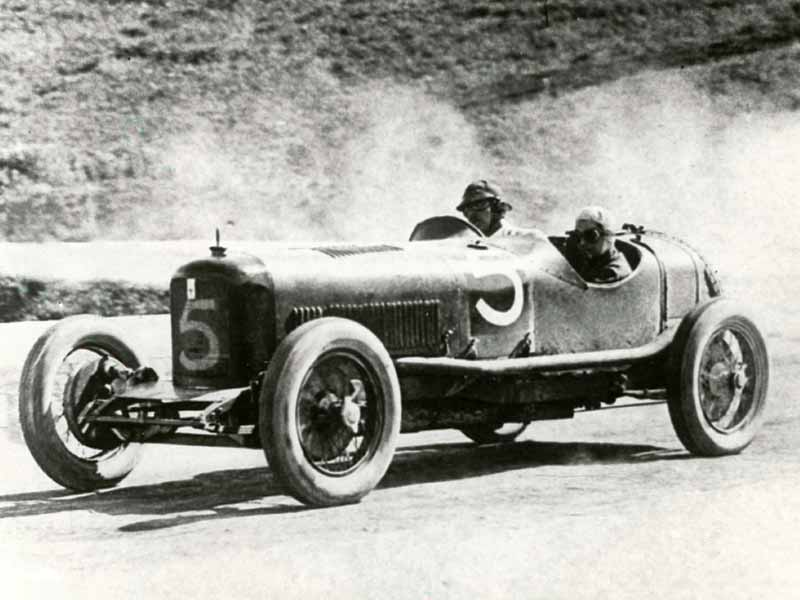
1926年のタルガ・フローリオでAlfieriがドライブするティーポ26

イタリア北部ピアチェンツァ出身の鉄道機関士ロドルフォ・マセラティには、長男カルロ（Carlo, 1881年生）、次男ビンド（Bindo, 1883年生）、四男アルフィエーリ（Alfieri, 1887年生）、五男マリオ（Mario, 1890年生）、六男エットーレ（Ettore, 1894年生）、七男エルネスト（Ernesto, 1898年生）という6人の息子がいた（三男は生後間もなく死亡）。カルロはイソッタ・フラスキーニ (Isotta Fraschini) やビアンキでエンジニア兼レーサーとして活躍し、ビンドとアルフィエーリとエットーレもイソッタ・フラスキーニで働いた。
カルロが病死した後、兄譲りの才能を持つアルフィエーリを中心にして、エットーレとエルネストの3人で独立し、1914年12月1日に故郷ピアチェンツァに近いボローニャで自動車工房ソシエータ・アノニーマ・オフィチーネ・アルフィエーリ・マセラティを開業する。初期は市販車のレーシングチューンを主業とし、第一次世界大戦中は雲母を絶縁体とするスパークプラグを開発し、軍需産業向けに業績を伸ばした。
終戦後はディアット (Diatto) と提携し、グランプリマシンの製作を依頼される。ディアットが資金難に陥ると計画を譲り受け、マセラティの名を冠したオリジナルレーシングカー「ティーポ26」を完成させ、1926年のタルガ・フローリオでアルフィエーリがドライブし、デビュー戦でクラス優勝を果たす。このマシンのグリルには、芸術家になったマリオがデザインした三叉の銛（トライデント）のバッジが付けられた。
以後、レーシングカーを製造販売するコンストラクターとして名を広め、ライバルメーカーのアルファロメオと国内外のレースで競い合う。世界恐慌の荒波の中、1932年に大黒柱のアルフィエーリが44歳で他界すると、エルネストが会社を引き継ぎ、ビンドも経営に加わった。ナショナリズム発揚の場となったグランプリレースにおいて、国有化されたアルファロメオや、ナチスドイツの威信を背負うメルセデスやアウトウニオンを相手にして、家族経営のマセラティは限られた戦力で健闘した。

### オルシ家の時代

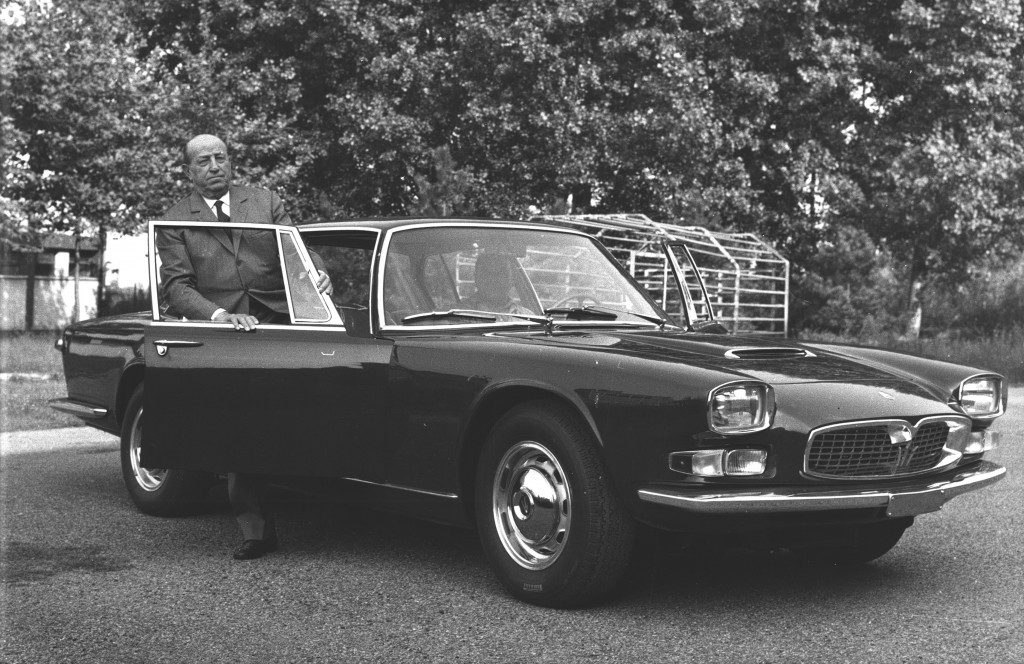
アドルフォ・オルシと初代クアトロポルテ

資金難が続いた結果、1937年にマセラティ兄弟はモデナの実業家アドルフォ・オルシ (Adolfo Orsi) に経営を譲渡し、息子のオメール・オルシが社長に就任した。マセラティ兄弟はコンサルタントとして10年間会社に在籍するという契約を交わす。1940年にはモデナのチーロ・メノッティ通りに本社工場を移転。奇しくも、モデナはエンツォ・フェラーリの生地でもあり、1943年にフェラーリがモデナ近郊のマラネッロへ移転するまで、同じ町にふたつのレースチームが同居していた。
第二次世界大戦後の1947年、契約の10年間を終えたマセラティ兄弟は会社を離れ、ボローニャでO.S.C.Aを創立する。同年、ジュネーヴ・モーターショーでマセラティ初のロードカー「A6 1500」を発表。関連会社として"Fabbrica Candele Accumulatori Maserati S.p.A."を設立し、スパークプラグやアキュムレーターなどの自動車部品を生産し、後にモペッドやオートバイも生産した。
1950年代はF1やスポーツカーレースの世界選手権で成功するが、1957年を最後にワークス活動を停止し、プライベーター向けの車両供給にシフトする。そして、6気筒/8気筒のレーシングエンジンをデチューンして搭載したロードカーの「3500GT」や「5000GT」を発表し、高級スポーツカーメーカーへの転身を進める。1963年に発表した初の4ドアセダン「クアトロポルテ」はラグジュアリーなブランドイメージを確立し、以後マセラティの主力モデルとなる。

### シトロエンとデ・トマソの時代

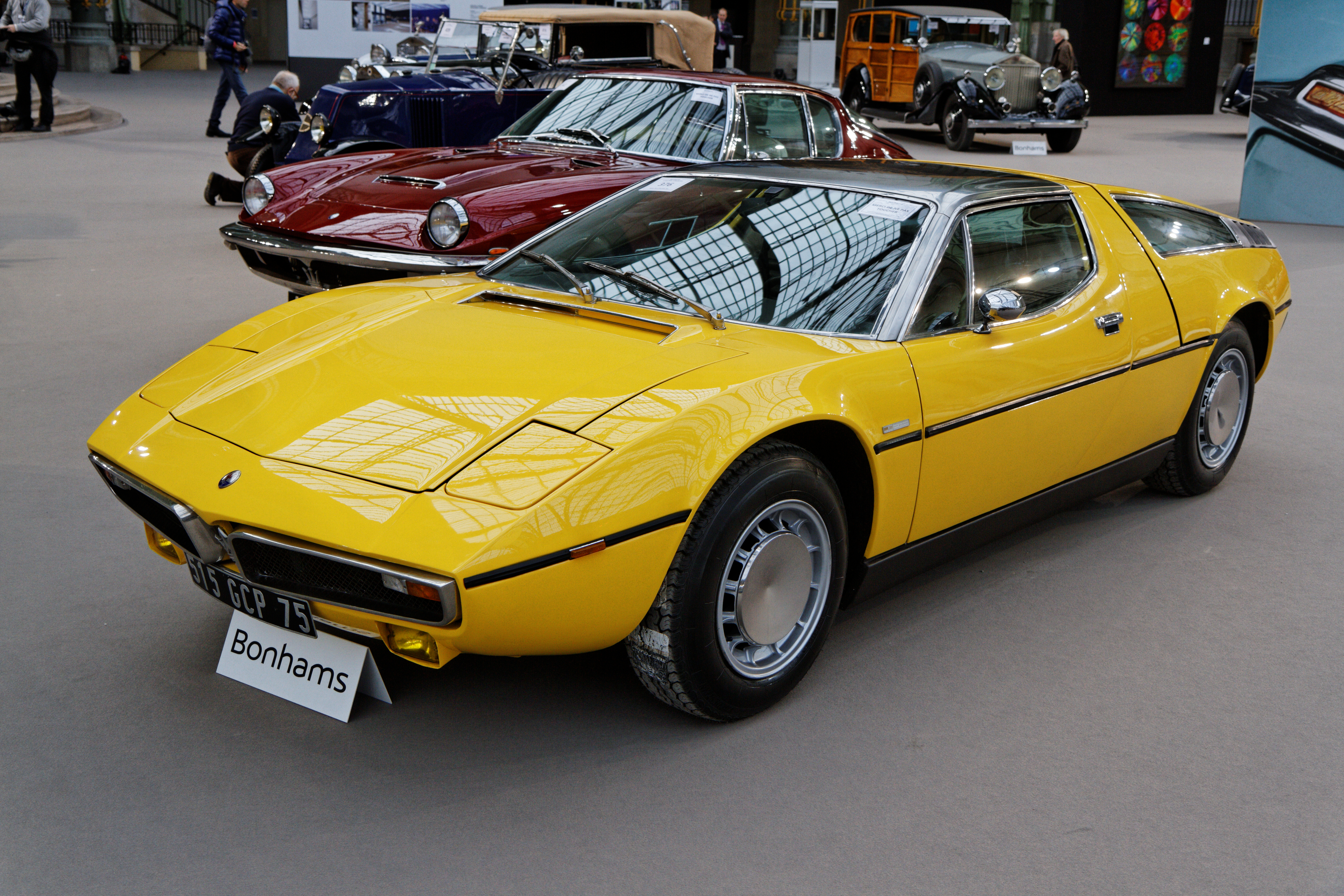
ボーラ

1966年、フランスのシトロエンと業務提携し、シトロエン・SMに搭載するDOHCV6エンジンの開発を受託する。経営難に苦しんでいたオルシ家は株式の60%を売却し、1968年にマセラティはシトロエンの傘下に入る。この伊仏提携時代にはミッドシップスーパーカー「ボーラ」を発表したり、シトロエンの看板技術であるハイドロニューマティック（油圧作動システム）を搭載したりしている。
しかし、オイルショックの影響などによりシトロエンの業績が悪化し、二代目「クアトロポルテ」の量産は中止となる。1976年にシトロエンはプジョーの主導でPSAグループに編入されるが、プジョーはマセラティとの契約を破棄。マセラティは破産寸前に追い込まれたが、モデナの後発スポーツカーメーカー、デ・トマソが政府の産業再生機構の資金を得て、マセラティの経営再建に乗り出す。
デ・トマソ体制下で当初発表された「キャラミ」や三代目「クアトロポルテ」は、デ・トマソのロンシャンやドーヴィルの車台を共用していた。そして、マセラティの優雅でスポーティーなイメージを活かした乗用車「ビトゥルボ」がヒットモデルとなり、北米やバブル期の日本など海外市場で売り出し、バリエーション展開を続けることになる。また、デ・トマソはクライスラーにマセラティ株の一部を売却し、「クライスラー・TC バイ・マセラティ」を共同企画した。

### フィアットグループ内での再生

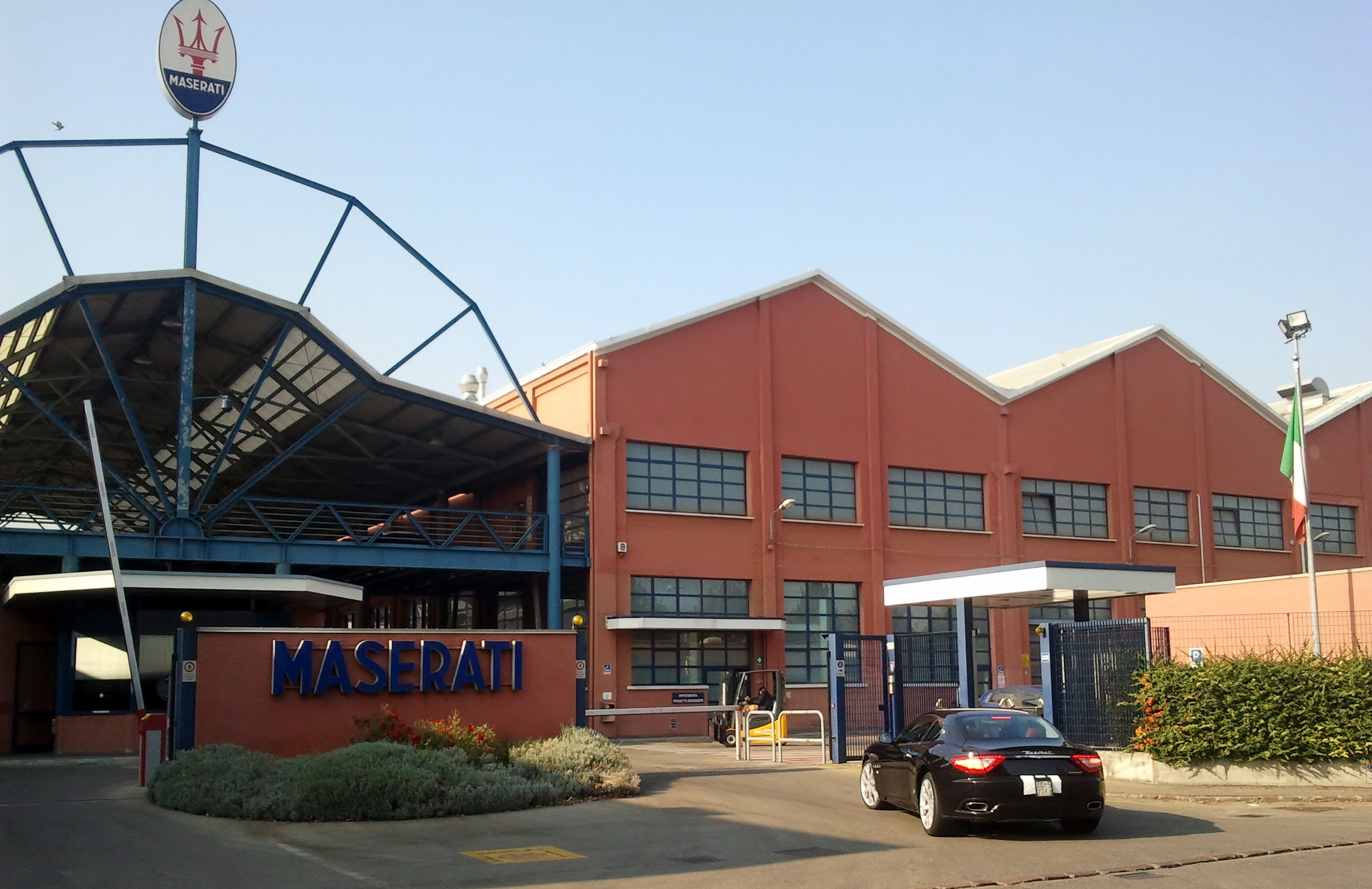
モデナのマセラティ工場

1993年、デ・トマソはフィアットにマセラティ株を売却し、フェラーリやアルファロメオと同様に、マセラティもイタリア最大のフィアットグループ（現ステランティス、元フィアット・クライスラー・オートモービルズ）傘下に加わる。
1997年にはフェラーリの子会社となり、ルカ・ディ・モンテゼーモロ会長の下で再び高級スポーツカーブランドとして再構築が進められ、デ・トマソ時代の品質問題は改善された。生産体制の合理化により、ピニンファリーナがボディをデザインし、フェラーリの工場でエンジンを組み立て、フェラーリ製F1マティック譲りのパドルシフト式セミAT「カンビオコルサ」を採用するなど、フェラーリカラーが色濃くなった。
2005年にはフェラーリ傘下から離れ、かつてライバルだったアルファロメオと統合。世界市場で戦う量産ラグジュアリーブランドへの変化を目指し、これまでの少量生産から一転した拡大戦略を図っている。2013年よりトリノ市グルリアスコの新工場「アッヴォカート・ジョヴァンニ・アニェッリ（AGAP）」で、主力車種の三代目「ギブリ」と六代目「クアトロポルテ」を量産。人気の高級SUV市場に向けて「レヴァンテ」を投入するなどラインナップを広げた結果、全世界の新車販売台数は2017年に5万台を突破した。
2020年代に向けてはEVやPHVの導入を含めたブランド改革の計画を発表しており、2020年9月9日にブランドリローンチイベント「MMXX:Time to be audacious」を開催。16年ぶりとなる自社製スーパーカー「MC20」などを発表した。
2022年3月、ステランティスはグループ長期戦略「Dare Forward 2030」を発表した。同戦略において、2030年までにランチア・DS・アルファロメオ・マセラティの全モデルをBEV化する目標が設定された。これに伴いマセラティ側でも新事業計画「フォルゴーレ戦略」が発表され、2025年までに全モデルに100％電動化モデルを設定するとともに、2030年までに全モデルをBEV化するとしている。

## 特徴

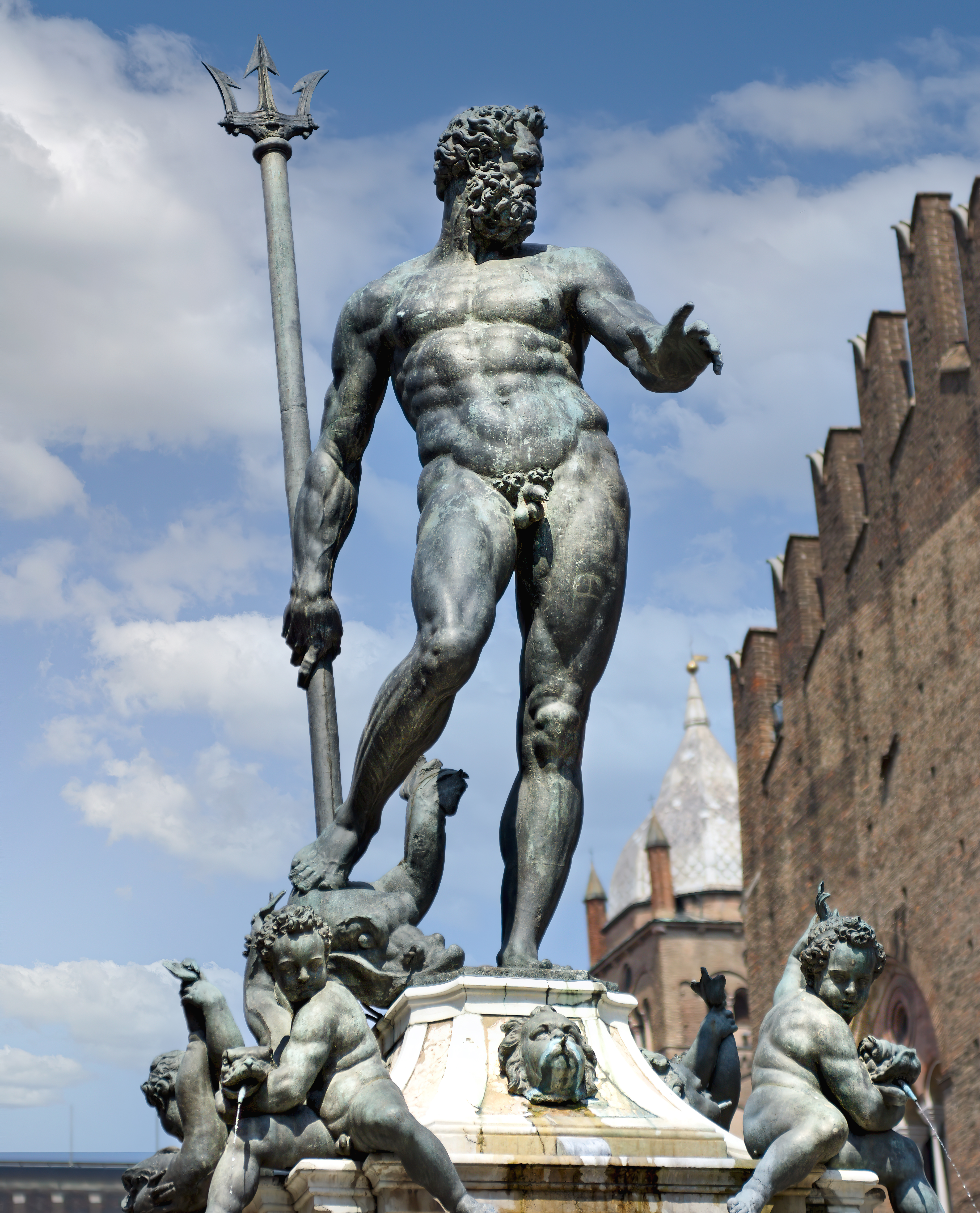
ネプチューン像の「トライデント」

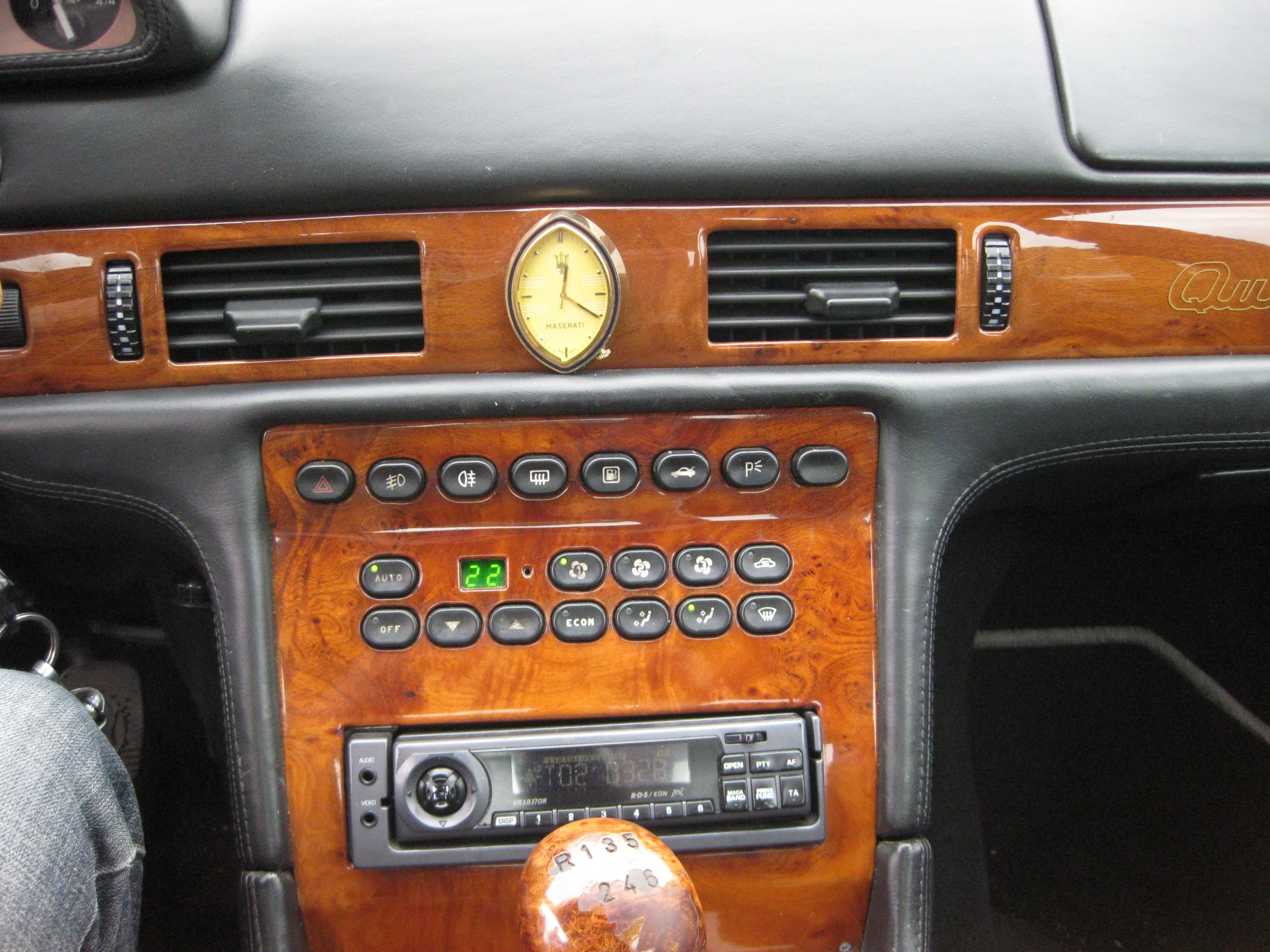
ダッシュボードの金時計（クアトロポルテIV）

エンブレム
会社のエンブレムはマセラティ創業の地、ボローニャのシンボルの1つであるマッジョーレ広場の「ネプチューンの噴水」に因み、ネプチューンの持つ三叉の銛、“トライデント”がモチーフとなっている。またマセラティ三兄弟の結束を表す。六人兄弟のうち、ひとりだけ自動車関係の仕事に携わらず、芸術の道に進んだ五男マリオがデザインした。エンブレムを彩る赤と青は、ボローニャの市旗に使われている色である。
車名の伝統
- エンジンの仕様 - 3500GT、3200GT、ビトゥルボ（ツインターボ）など

- 車体の特徴 - クアトロポルテ（4ドア）、クーペなど

- 「風」にまつわる言葉 - ミストラル、ギブリ、ボーラ、カムシン、カリフ、シャマル、レヴァンテ
- 優勝したレース関連の言葉 - セブリング、メキシコ、インディ、キャラミ

アナログ時計
デ・トマソ時代のマセラティの象徴として、スイス・ラサール社製のナツメ形の金時計がダッシュボード中央に飾られていた。フェラーリ傘下で発表された「クアトロポルテ エヴォルツィオーネ」では、このアナログ時計が取り除かれてしまったが、その後のモデルでは（ラサール社製ではないが）復活している。

## 車種一覧

### 現行モデル一覧
| エクステリア | シリーズ名                     | ボディ形状   | バリエーション                                                                            | エンジン        | 概要                                                               |
| ------------ | ------------------------------ | ------------ | ----------------------------------------------------------------------------------------- | --------------- | ------------------------------------------------------------------ |
|              | MC20 / MCプーラ MC20 / MCPura  | 2ドア クーペ | MCプーラ MCプーラ チェロ                                                                  | 3.0L V6         | MC12以来のスーパースポーツ。2020年9月発表。                        |
|              | グレカーレ Grecale             | 5ドア SUV    | グレカーレ グレカーレ モデナ グレカーレ トロフェオ                                        | 2.0L I6 3.0L V6 | マセラティ2車種目のSUV。2022年3月発表。                            |
|              | グラントゥーリズモ Granturismo | 2ドア クーペ | グラントゥーリズモ グラントゥーリズモ トロフェオ グランカブリオ グランカブリオ トロフェオ | 3.0L V6         | 2ドアのグランドツアラー。現行モデルは2022年10月に発表された2代目。 |

### 過去のモデル
ロードカー
- 1947-1950 A6 1500（英語版） - マセラティ初のロードモデル。
- 1951-1953 A6G
- 1954-1957 A6G/54GT
- 1957-1964 3500GT
- 1959-1964 5000GT（英語版）
- 1963-1969 セブリング（英語版） - 3500GTの後継。
- 1963-1970 ミストラル - セブリングの2シーター版。
- 1963-1969 クアトロポルテI - ピエトロ・フルアがデザインした初の4ドアボディを持つマセラティ。
- 1966-1973 メキシコ - 5000GTの後継。
- 1966-1973 ギブリI - メキシコの2シーター版。
- 1969-1975 インディ - ギブリIの2+2版。
- 1971-1978 ボーラ - マセラティ初のミッドシップ車。
- 1972-1983 メラク - V6エンジンを搭載し2+2とした事実上ボーラの兄弟車。
- 1973-1982 カムシン - ギブリIの後継。
- 1974-1978 クアトロポルテII - 試作モデルのみ。
- 1976-1983 キャラミ - デ・トマソ・ロンシャンをベースにマセラティエンジンに載せ換え、ピエトロ・フルアがデザインの改修を行ったモデル。
- 1976-1984 クアトロポルテIII - イタル・デザインによりデザインされた4ドアボディを持つ大型サルーン。
- 1981-1994 ビトゥルボ - 大量生産を前提として開発されたマセラティ。
  - 派生車種 - 222、2.24v、レーシング、420/425、430、422、4.24v、4.18v、スパイダー
- 1986-1992 228
- 1984-1990 ロワイヤル - クアトロポルテIIIと同じボディを持つが、1984年に改名され内外装をマイナーチェンジされた。
- 1988-1992 カリフ
- 1990-1996 シャマル
- 1992-1997 ギブリII
- 1994-2001 クアトロポルテIV
- 1998-2002 3200GT - フェラーリ傘下で企画された初モデル。
- 2002-2007 クーペ
- 2002-2007 スパイダー
- 2004-2005 MC12 - FIA GT選手権参戦用のホモロゲーションモデル。
- 2004-2012 クアトロポルテV
- 2004-2007 グランスポーツ
- 2007-2019 グラントゥーリズモ
- 2009-2019 グランカブリオ
- 2013-2023 ギブリ（M157）
- 2013-2023 クアトロポルテ（）
- 2016-2024 レヴァンテ

コンセプトカー
- 1968 Simun - ジョルジェット・ジウジアーロによるセブリング後継車。
- 1971 ブーメラン - ボーラをベースとするウェッジシェイプの試作車。
- 1974 メディチ（英語版） - インディをベースとするイタル・デザインによる試作車。
- 1976 メディチII
- 1990 チュバスコ - マルチェロ・ガンディーニによるスーパースポーツ。量産計画は中止された。
- 1995 Auge - カロッツェリア・カスターニャが制作したモデル。
- 2000 ブラン- コンパクトハッチバックスタイルの試作車。
- 2001 320S - 3200GTのシングルシートオープンモデル。
- 2003 クーバンGT ワゴン（英語版） - ジョルジェット・ジウジアーロによってデザインされたGTワゴン。
- 2005 バードケージ 75th - ピニンファリーナ創立75周年モデル。
- 2007 GS ザガート - スパイダーがベースのワンオフモデル。
- 2008 シケイン - デザイン学校のIEDがデザインしたモデル。
- 2008 A8GCS ベルリネッタ - カロッツェリア・トゥーリングがグラントゥーリズモをベースに制作したモデル。
- 2009 ベラジオ ファストバック - カロッツェリア・トゥーリングがクアトロポルテをベースに制作したモデル。
- 2012 クーバン - マセラティ初のSUV試作車。
- 2014 アルフィエーリ（英語版） - マセラティ創立100周年記念モデル。

共同ブランド
- 1989-1991 クライスラー・TC バイ・マセラティ

共同開発車
- 1970-1975 シトロエン・SM - 当時傘下に置いていたマセラティにより開発されたエンジンを搭載した。

### ギャラリー

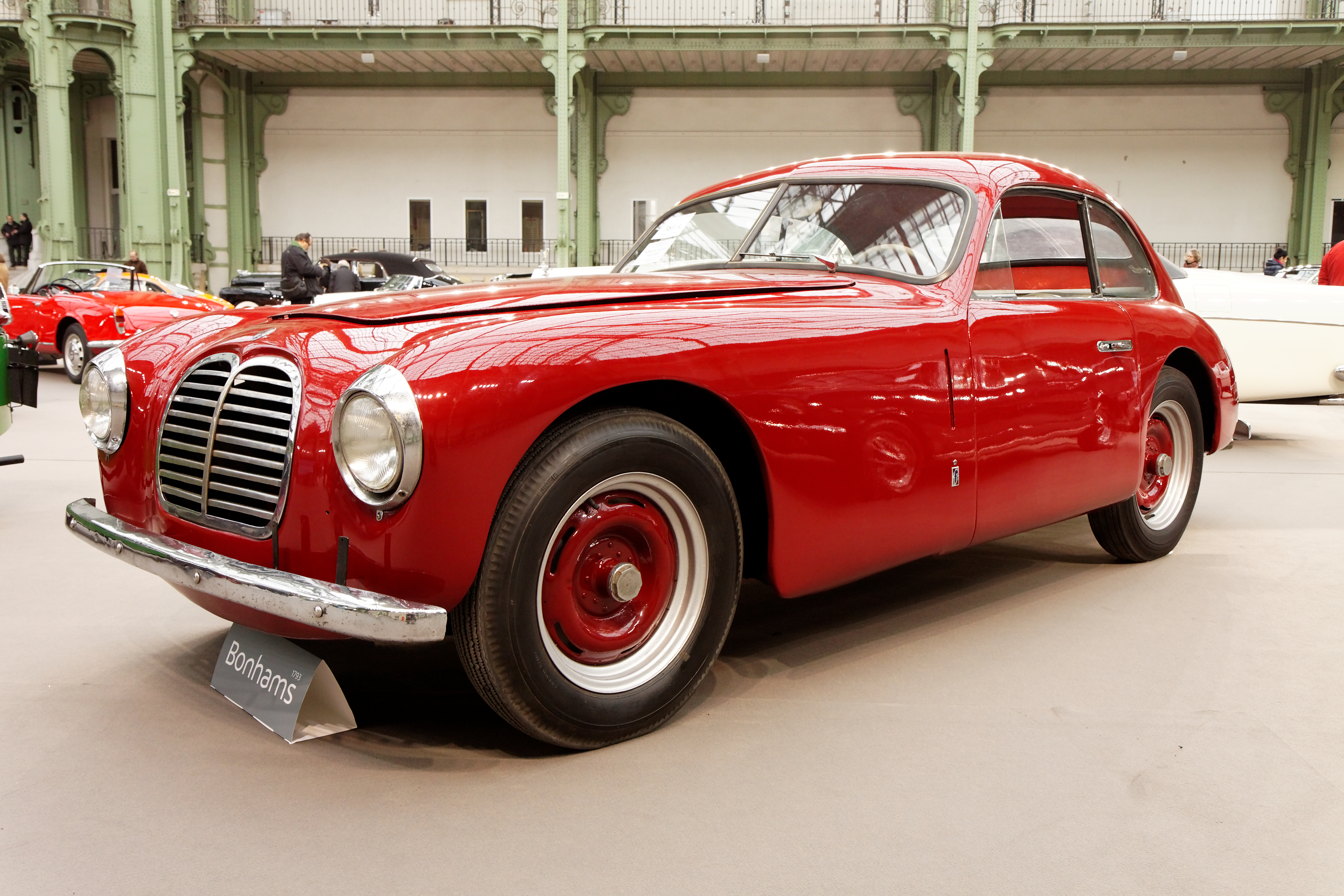
A6 1500
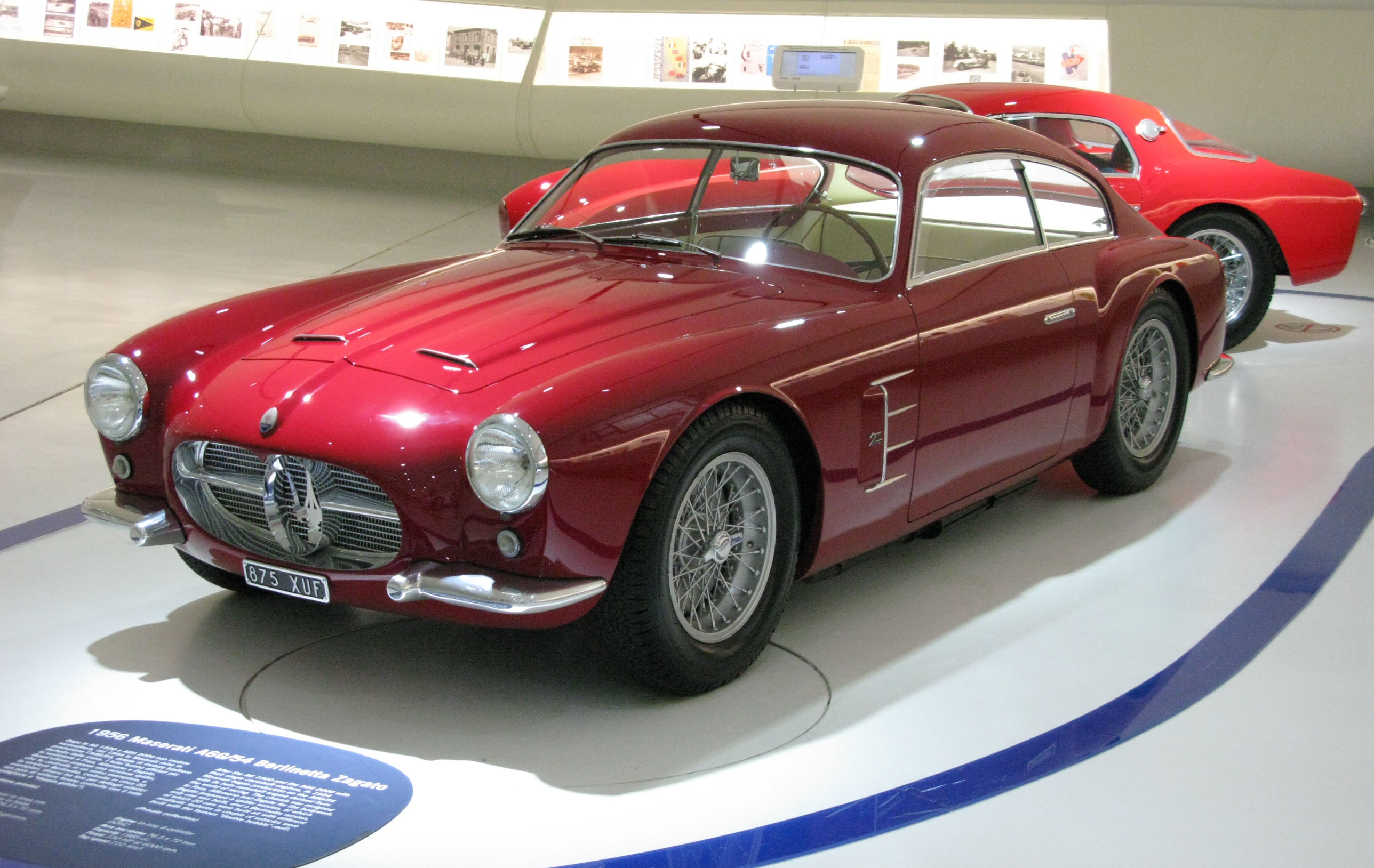
A6G
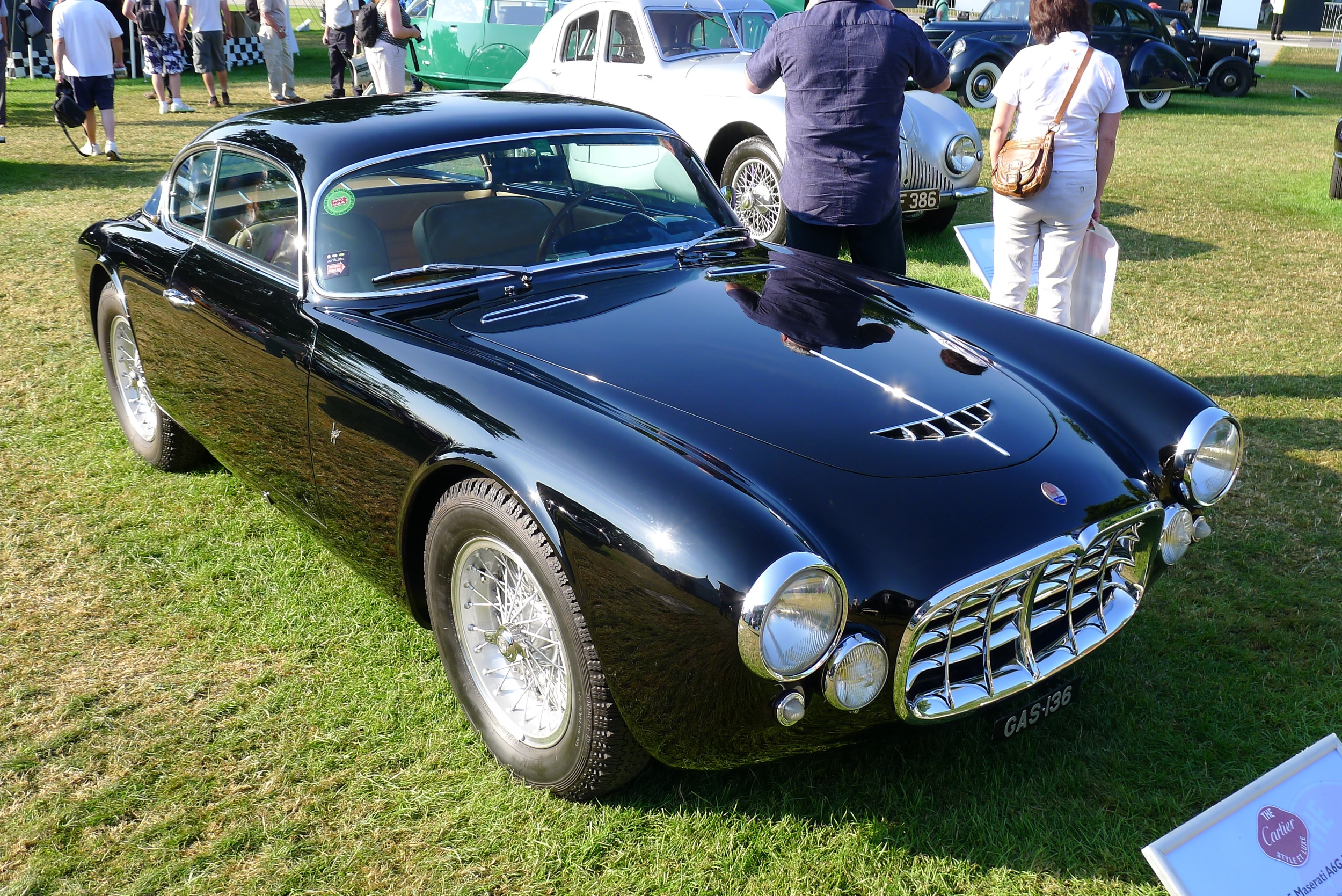
A6G 54GT
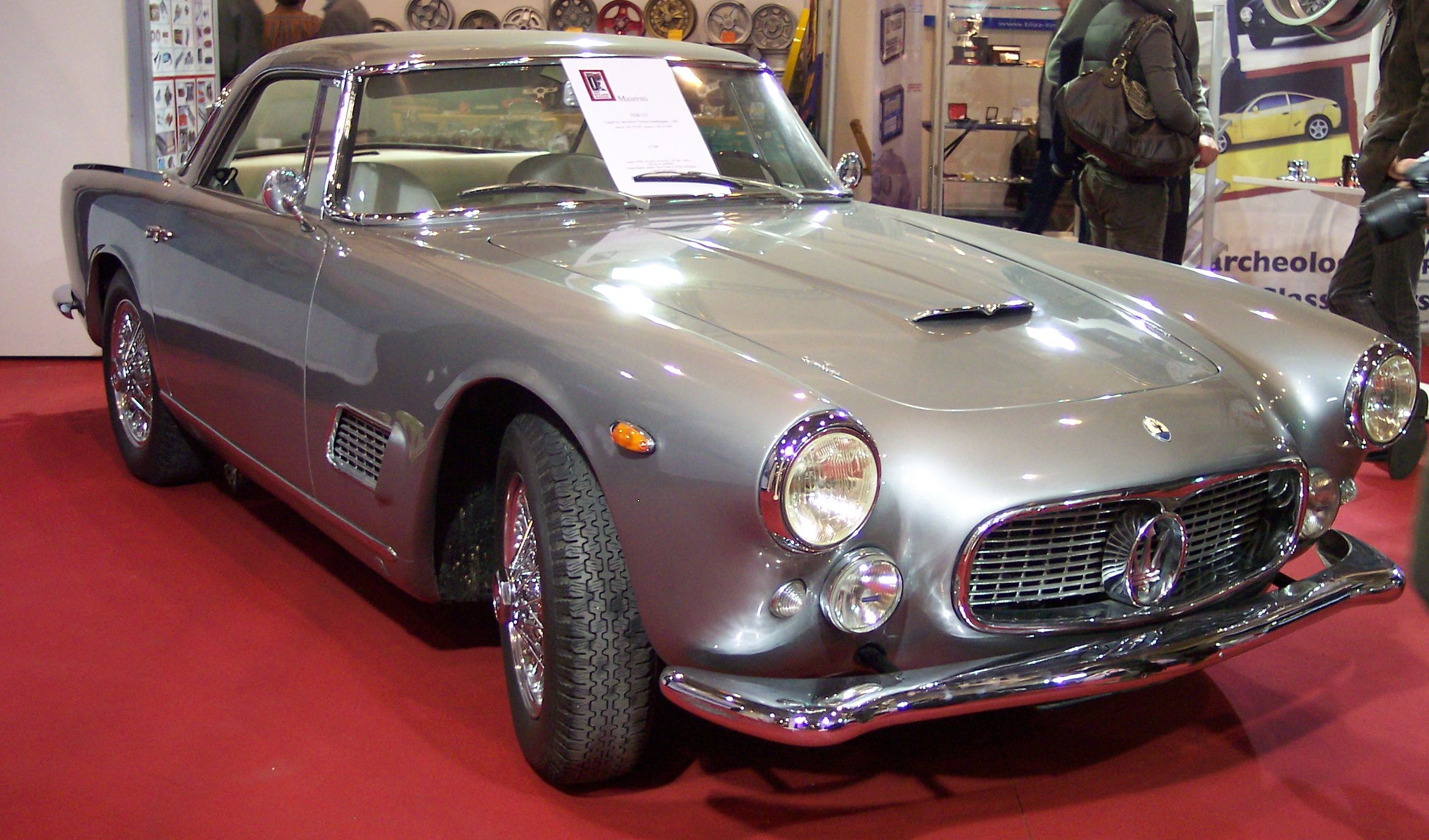
3500GT
5000GT
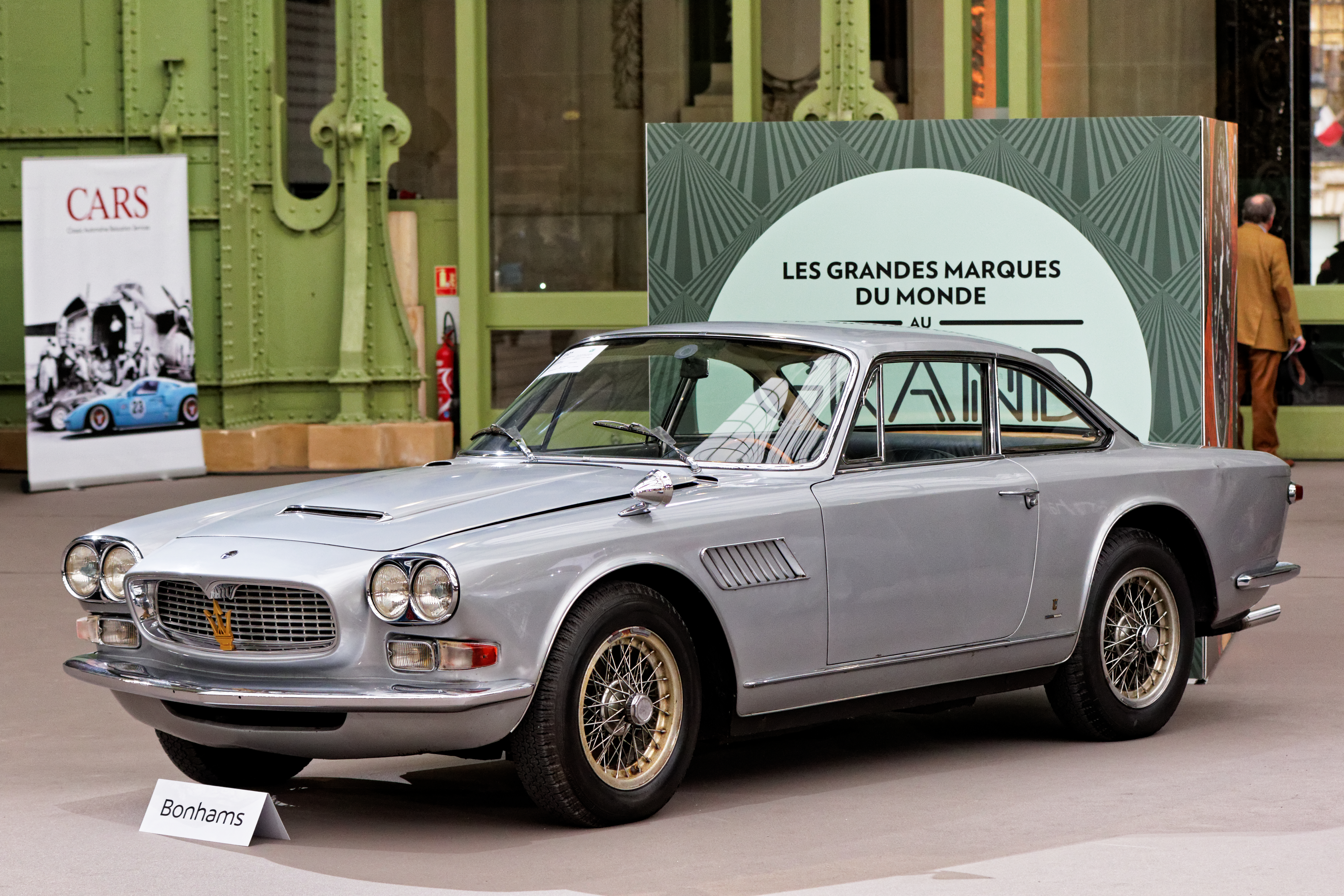
セブリング
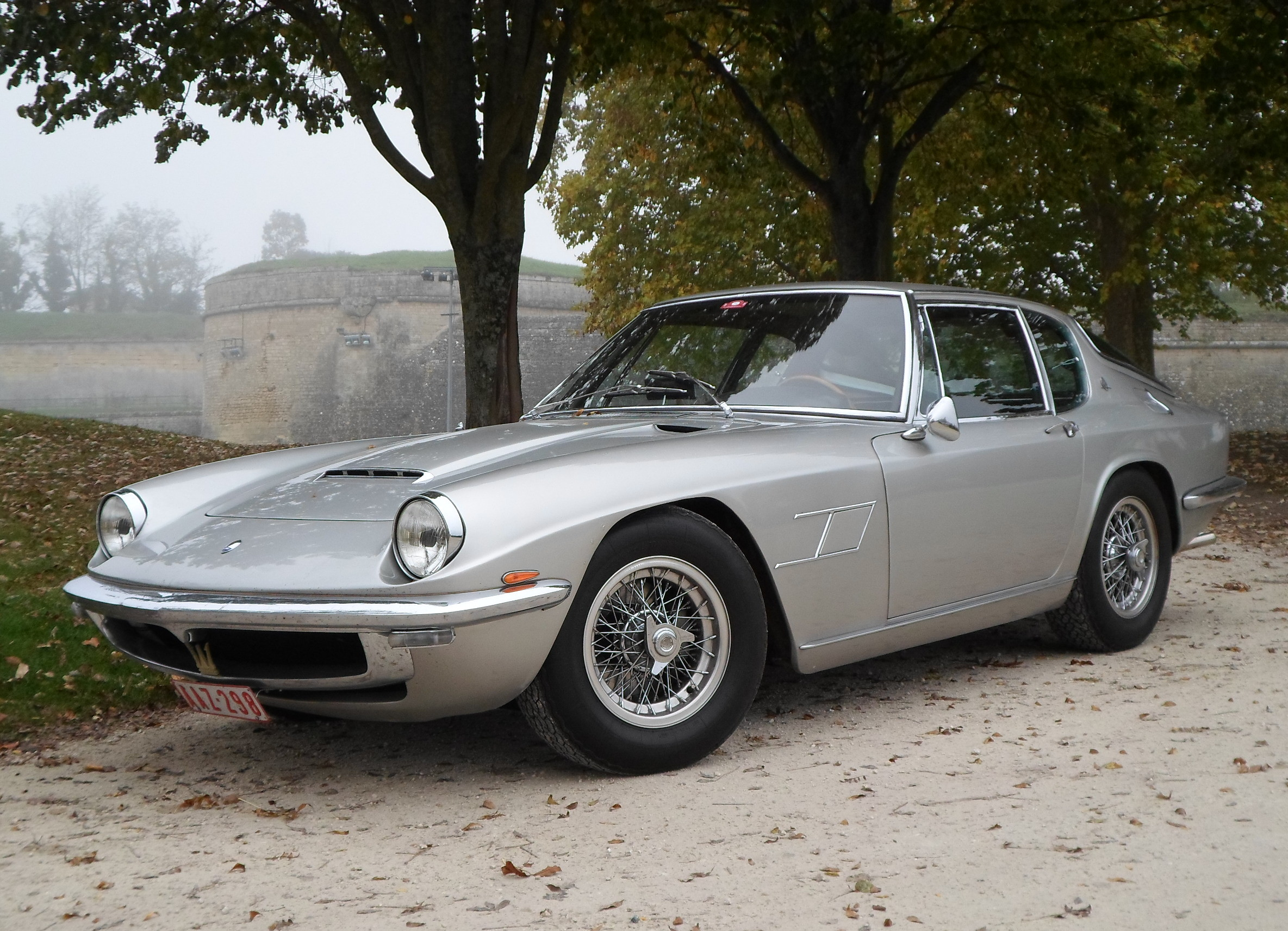
ミストラル
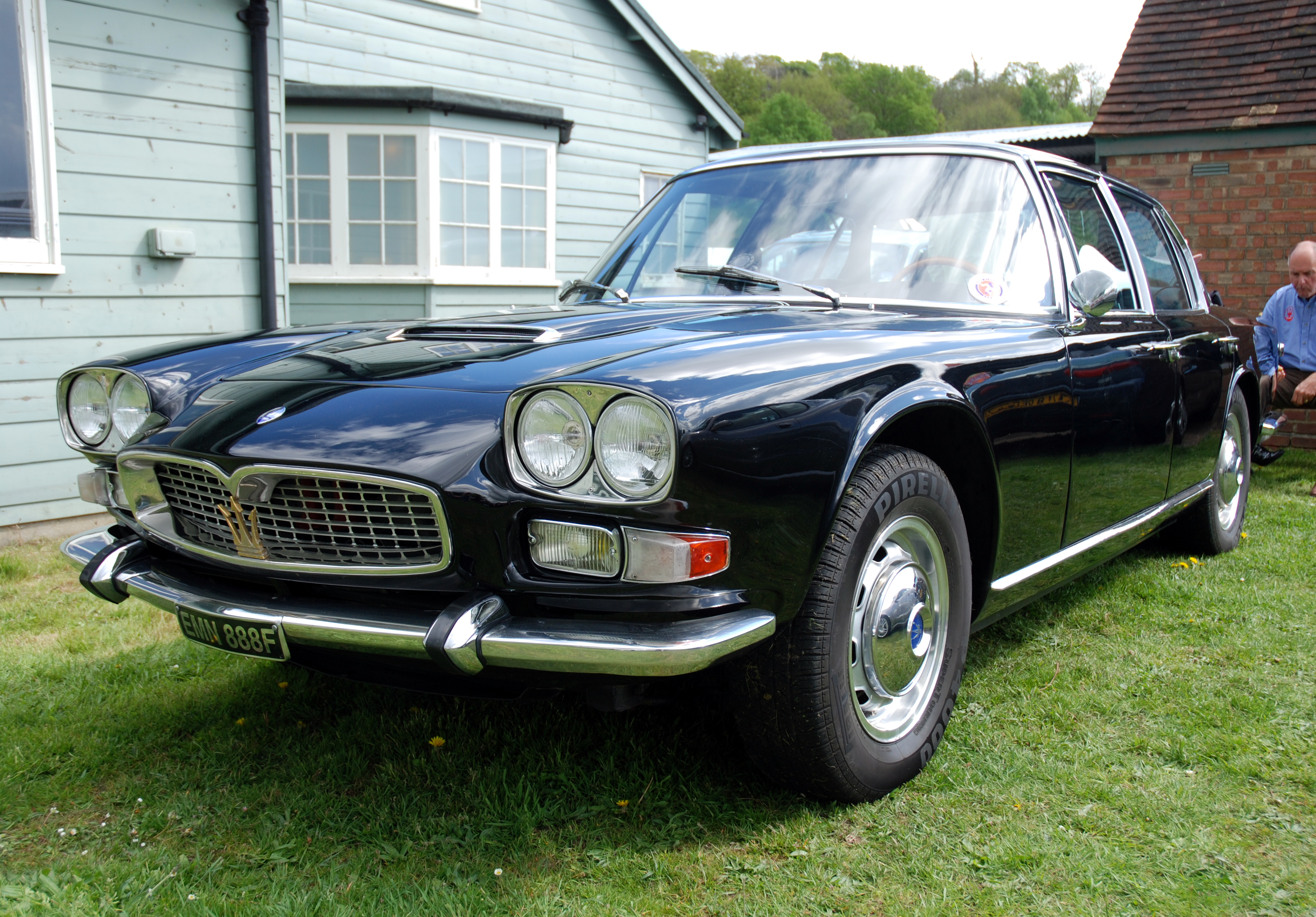
クアトロポルテI
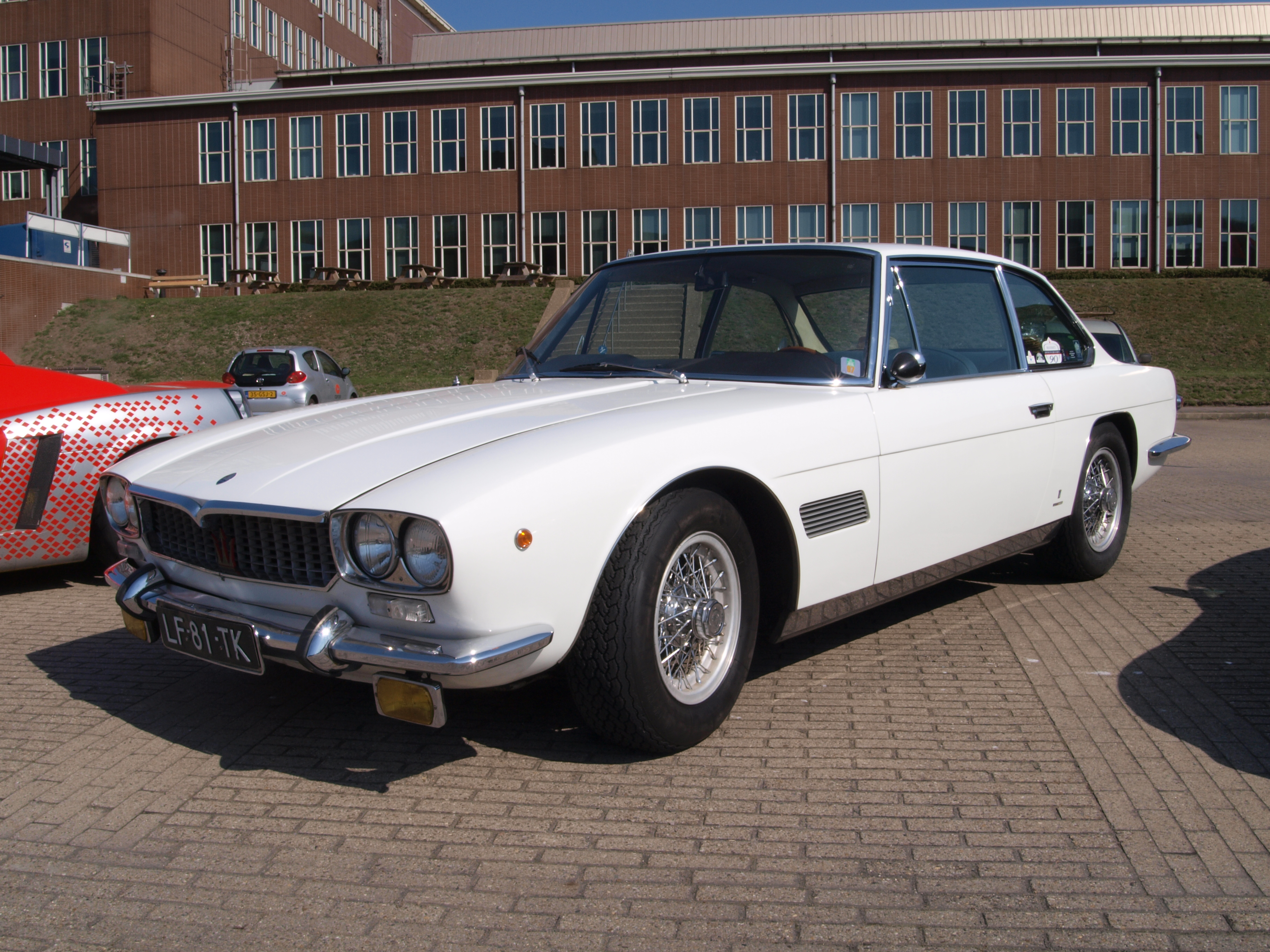
メキシコ
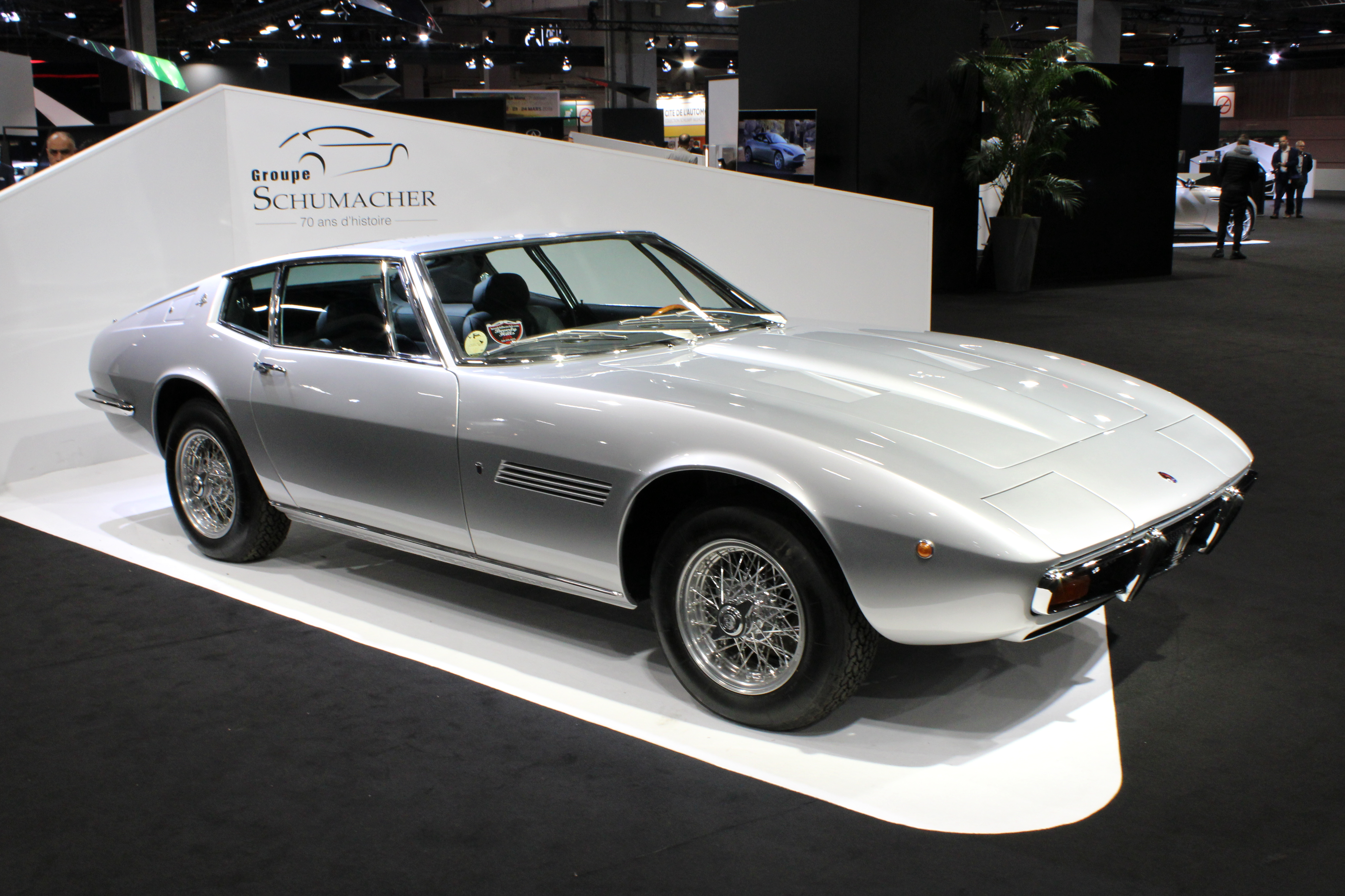
ギブリI
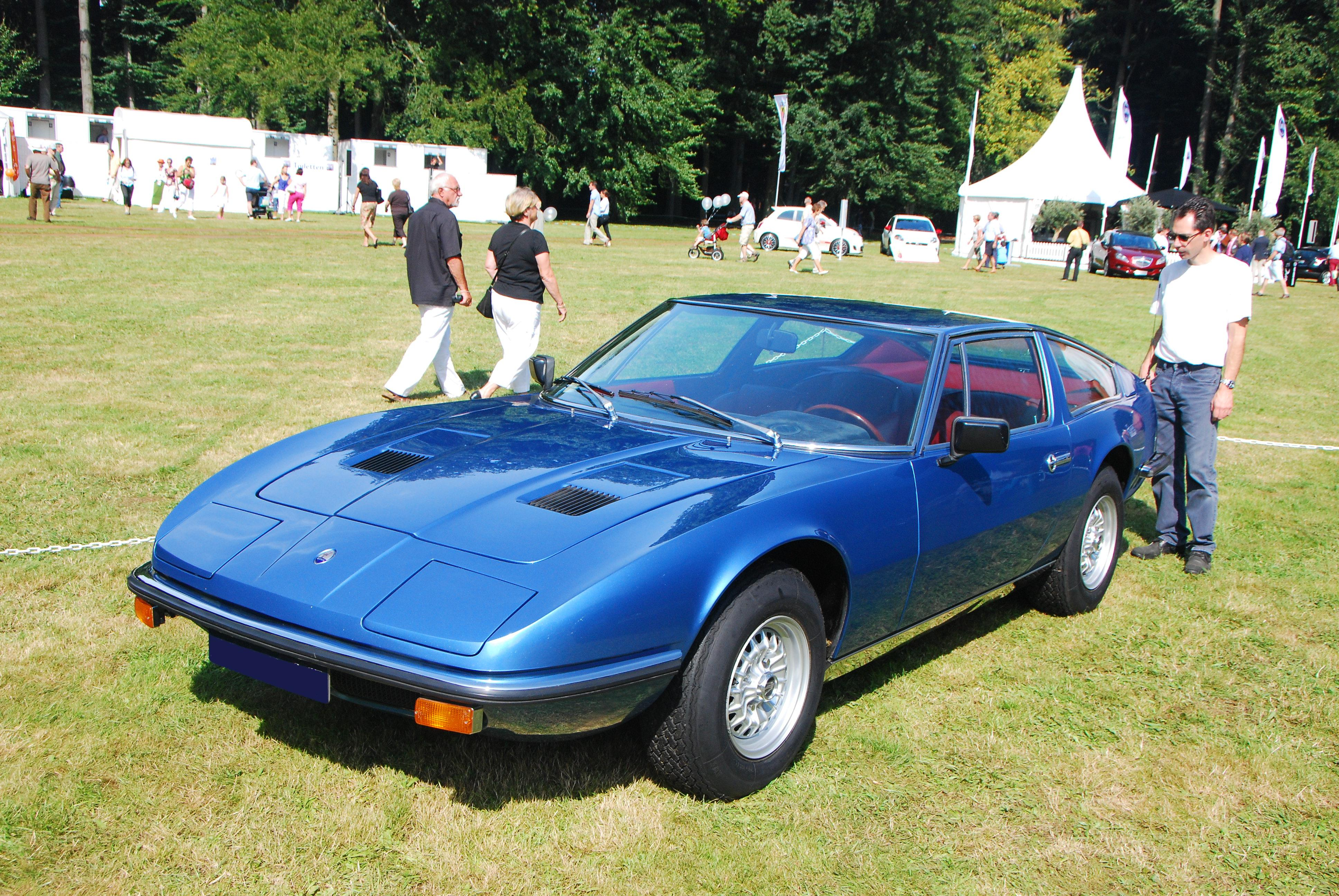
インディ
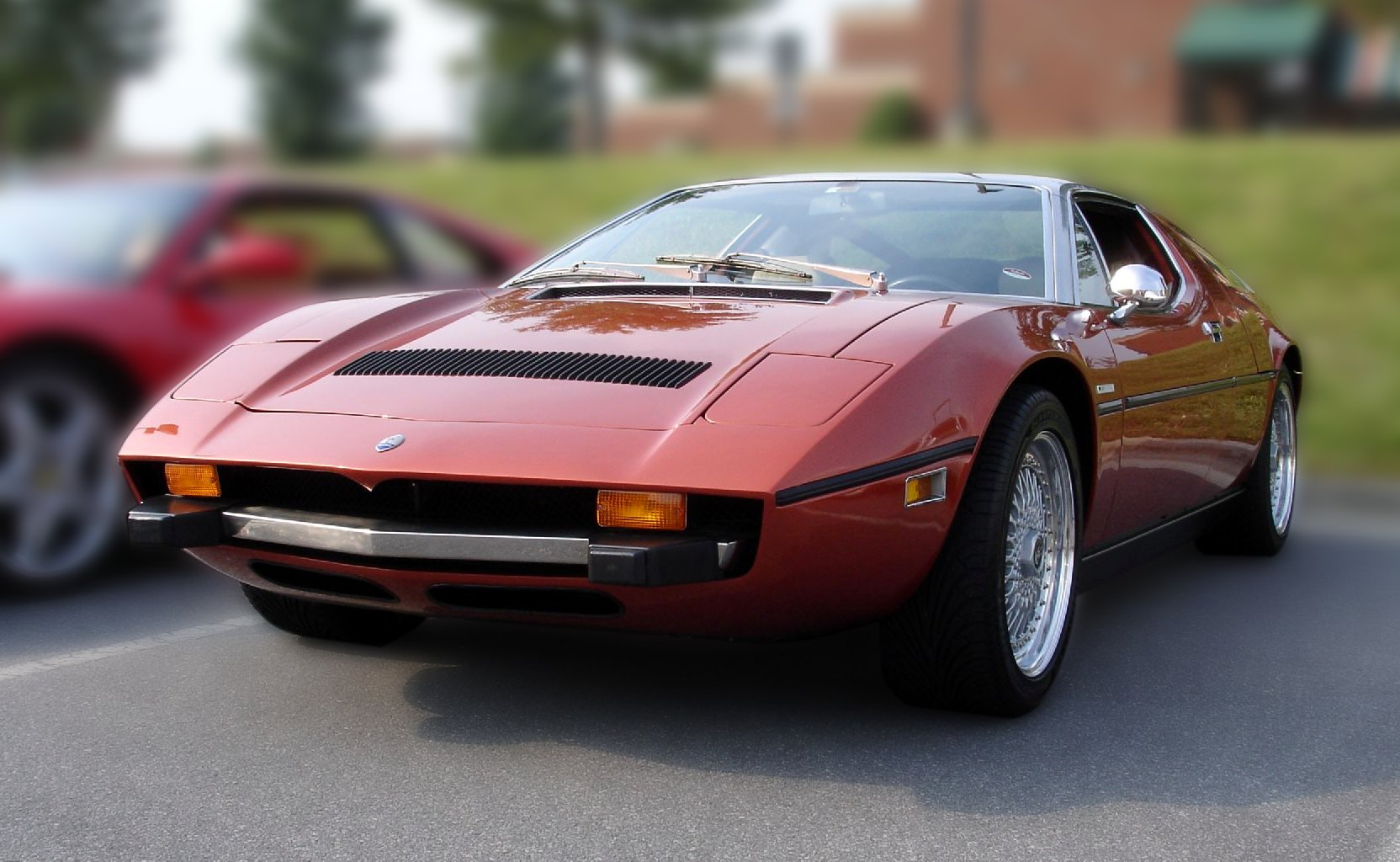
ボーラ
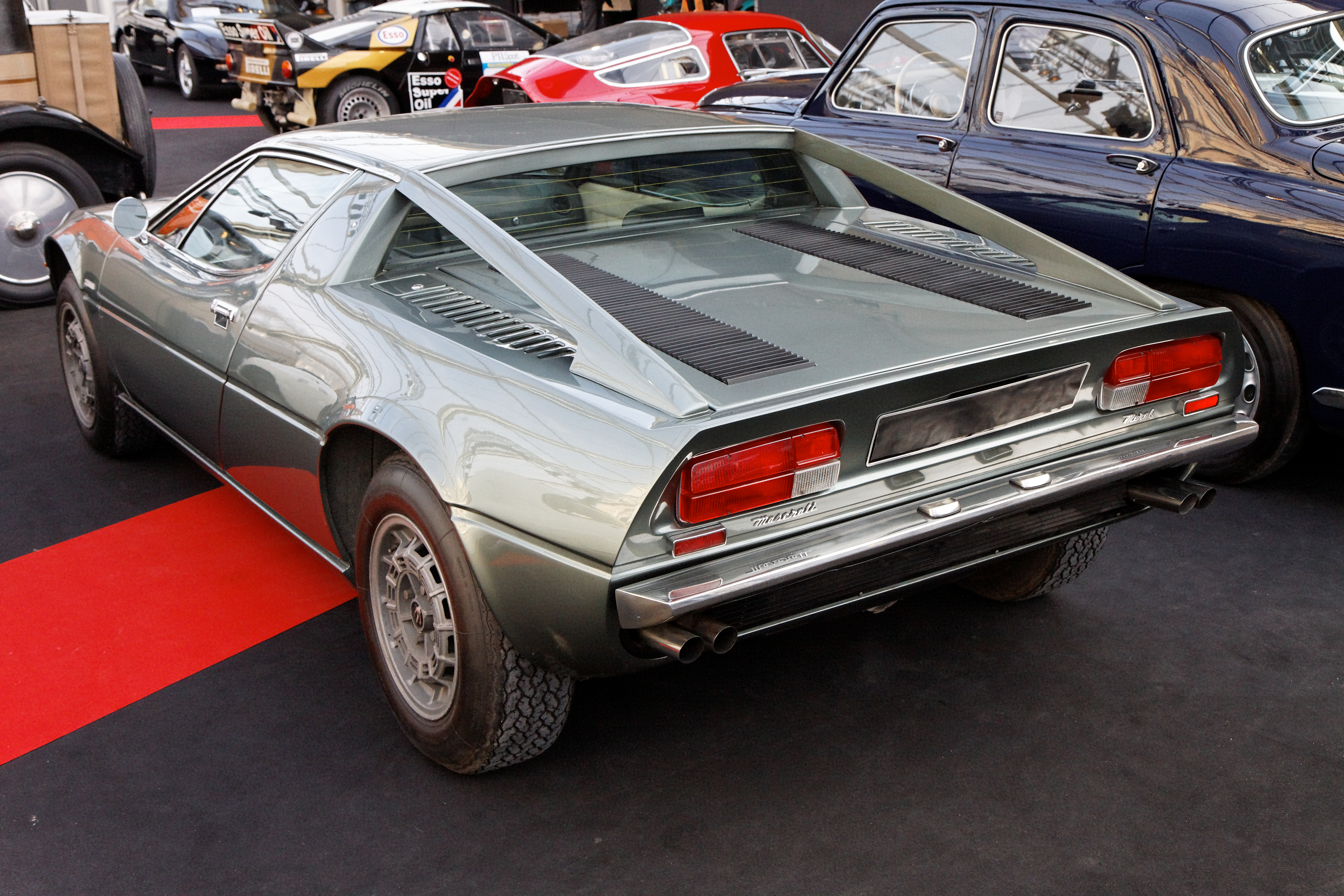
メラク
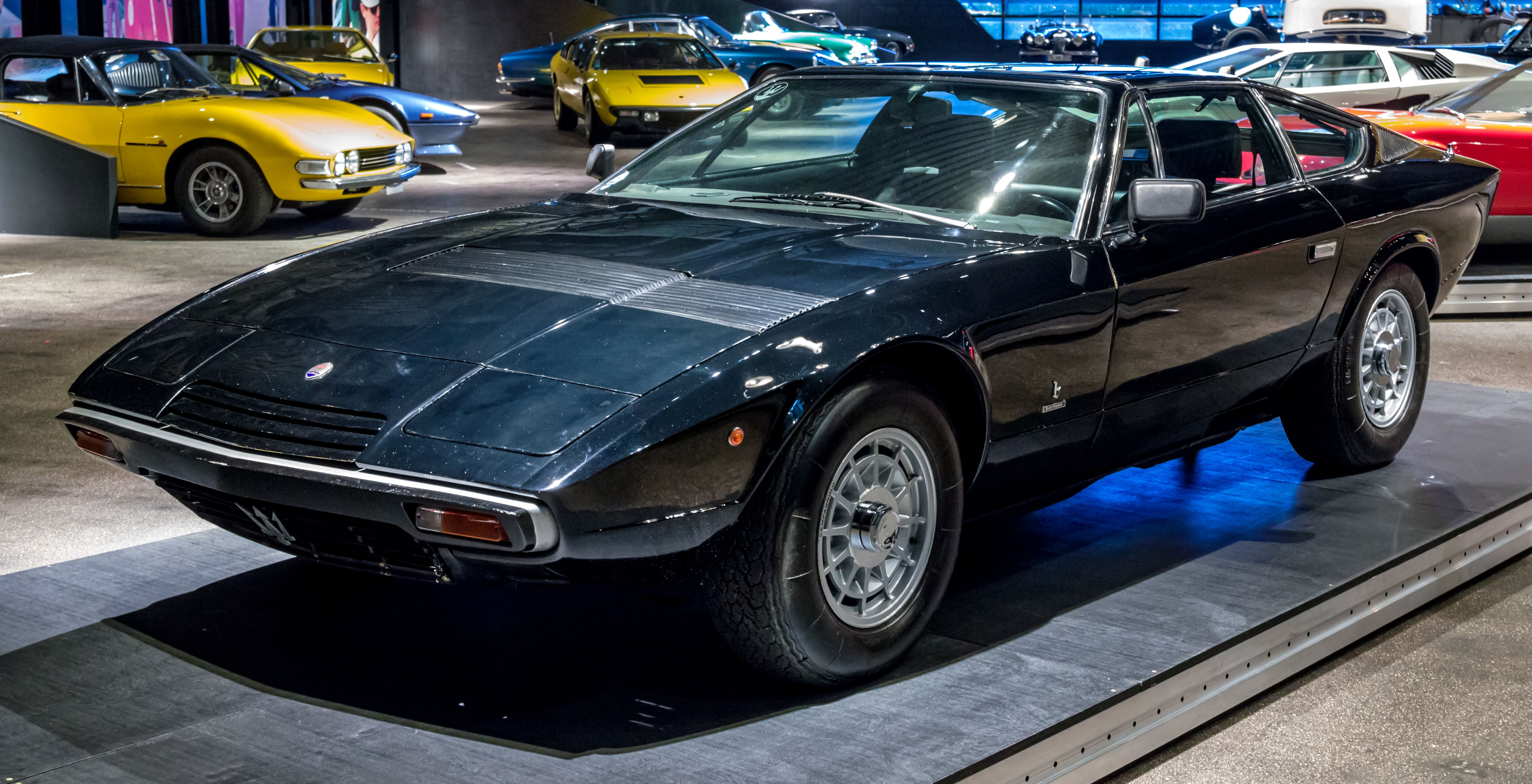
カムシン
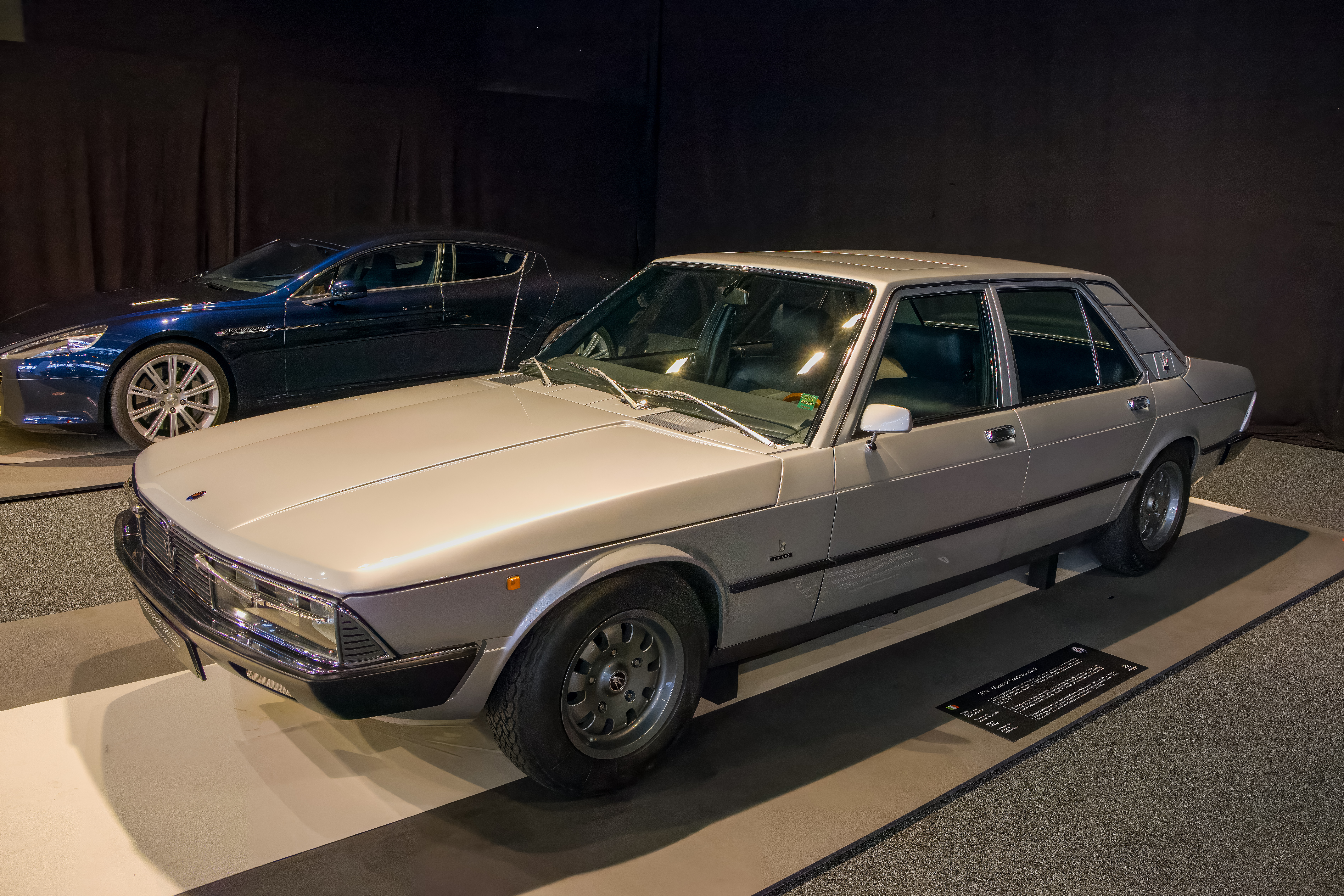
クアトロポルテII
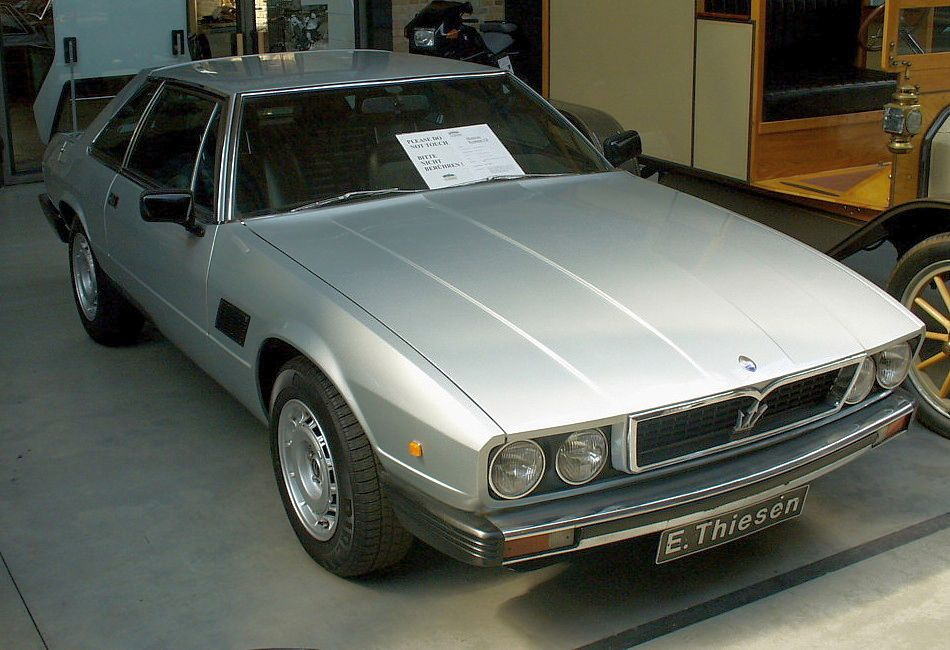
キャラミ
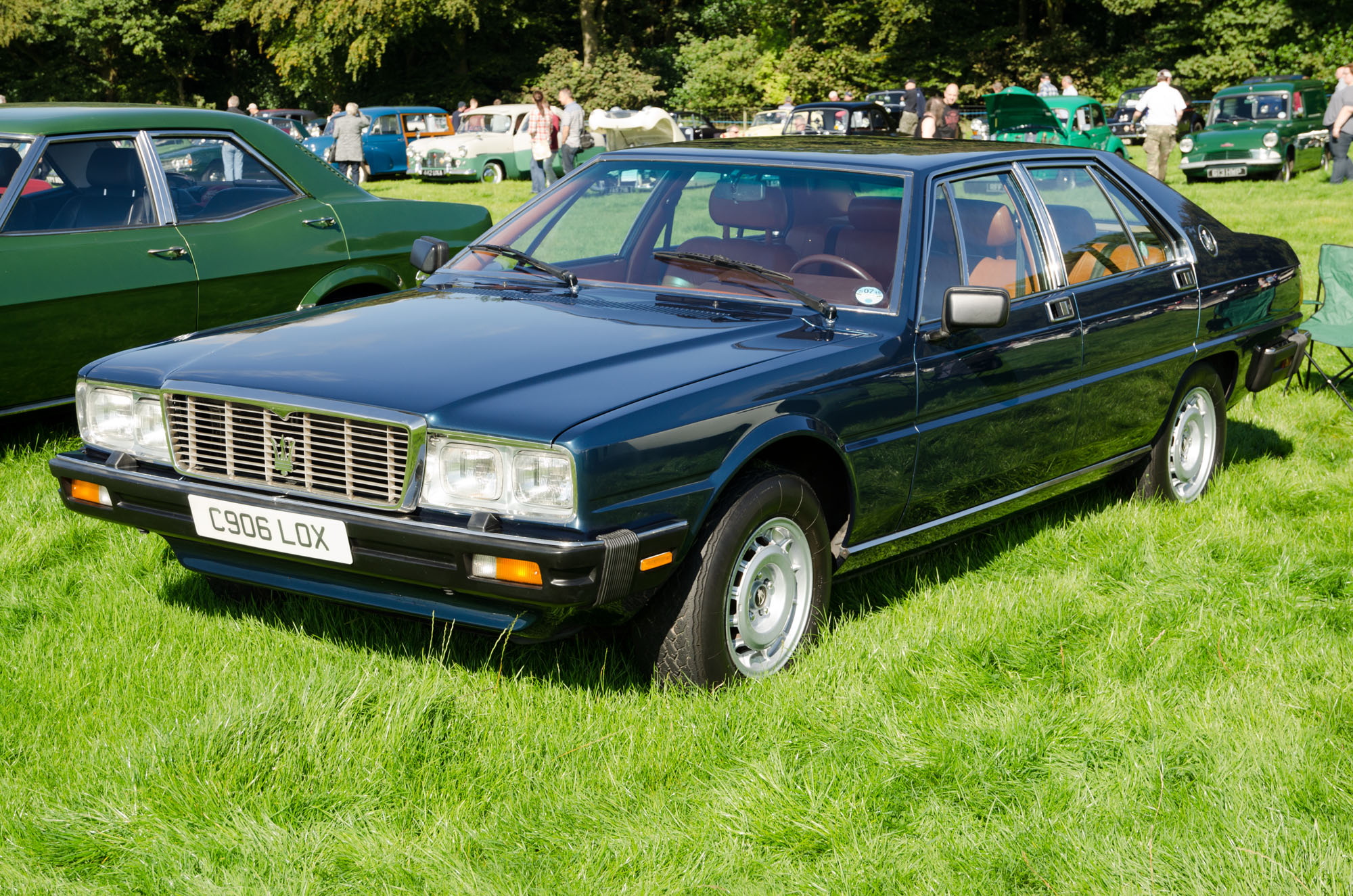
クアトロポルテIII
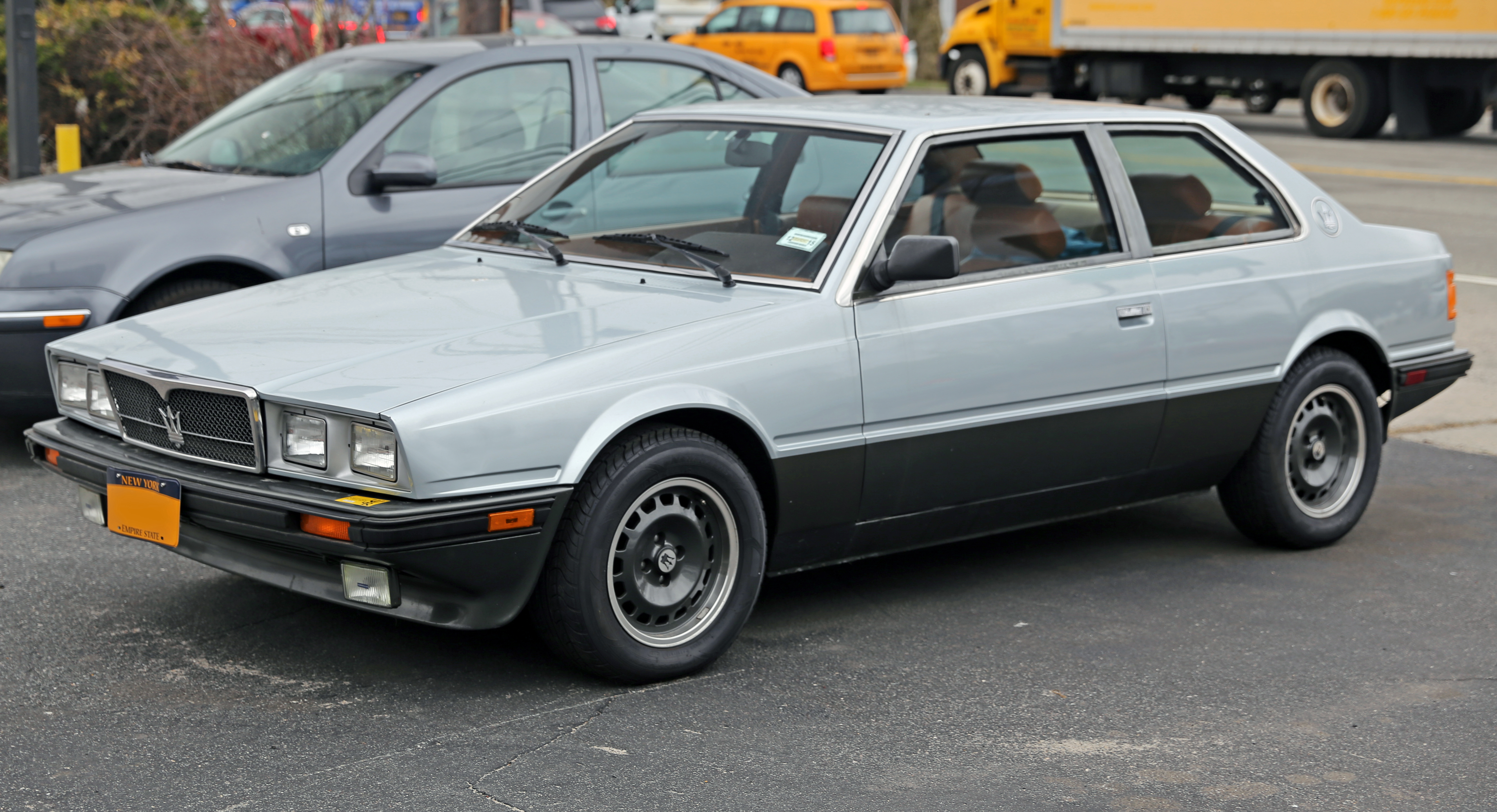
ビトゥルボ
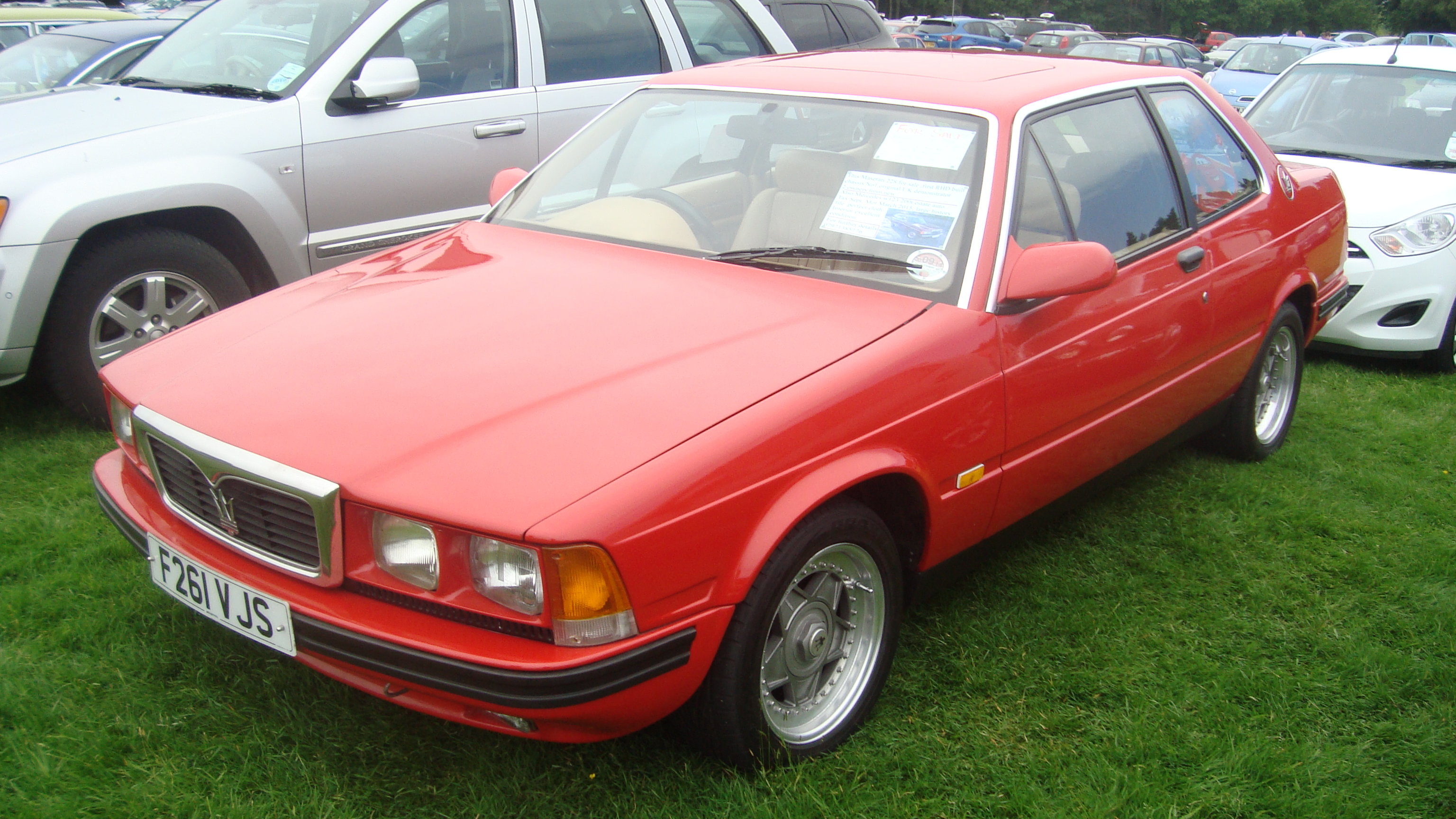
228
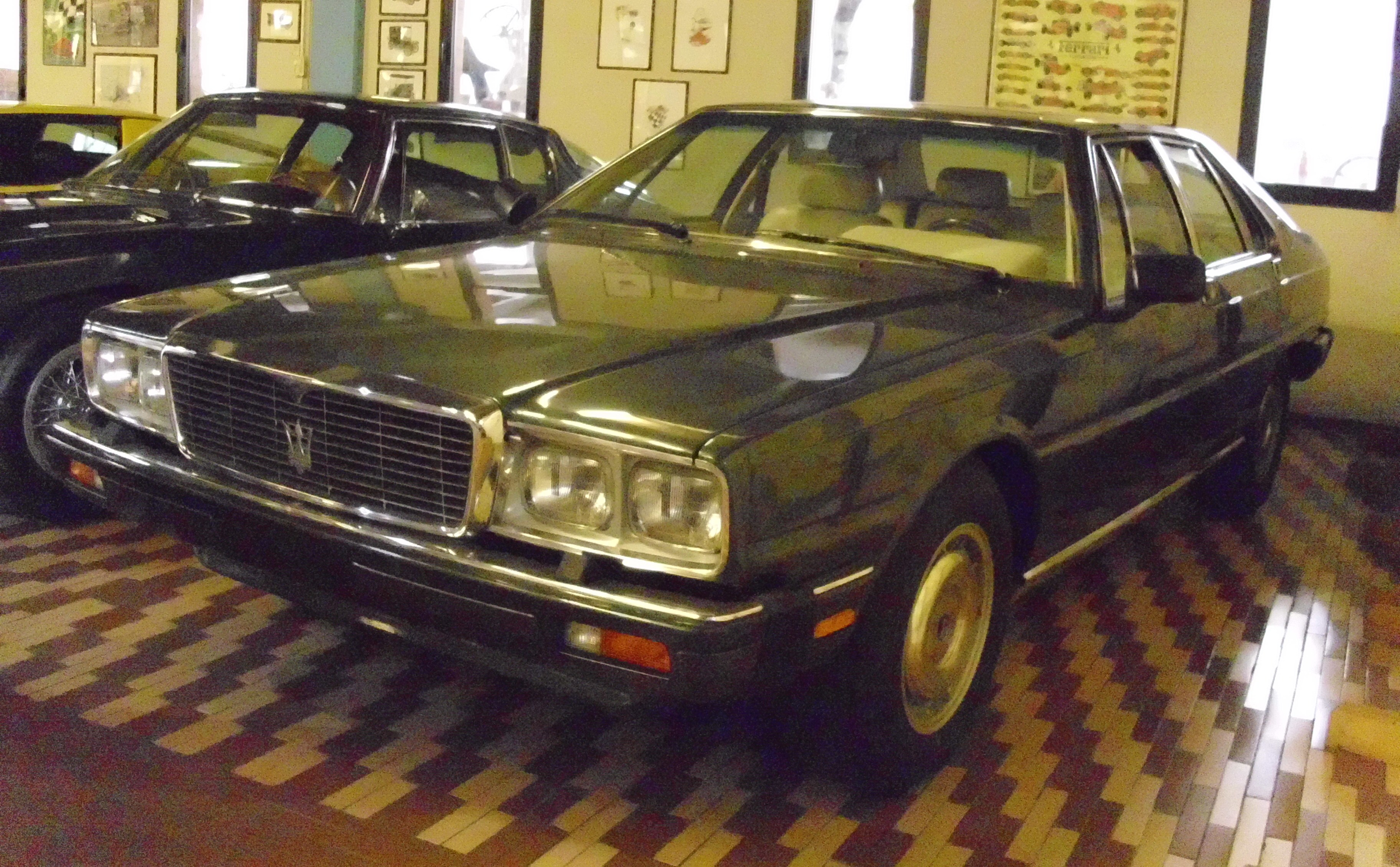
ロワイヤル
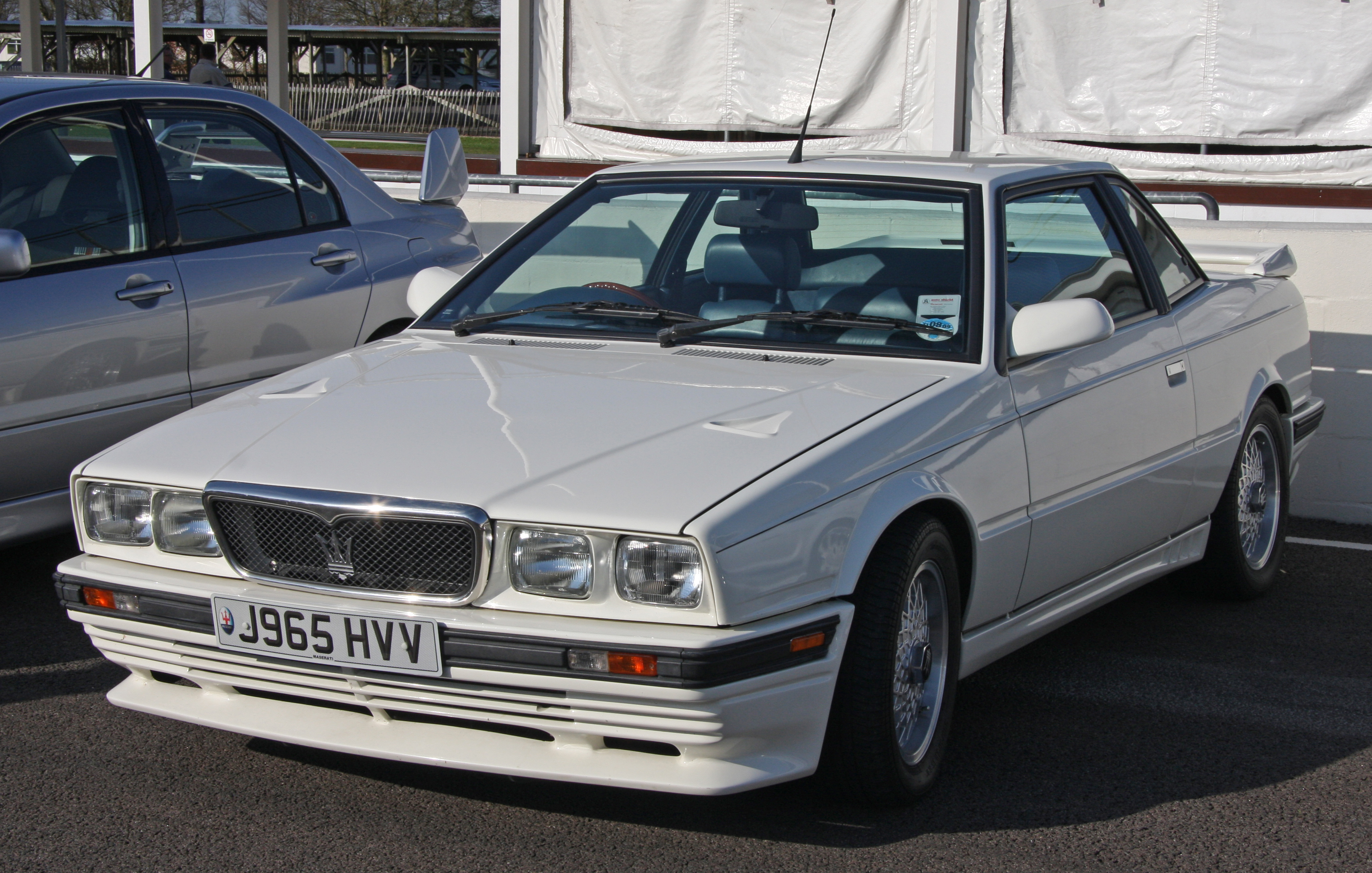
カリフ
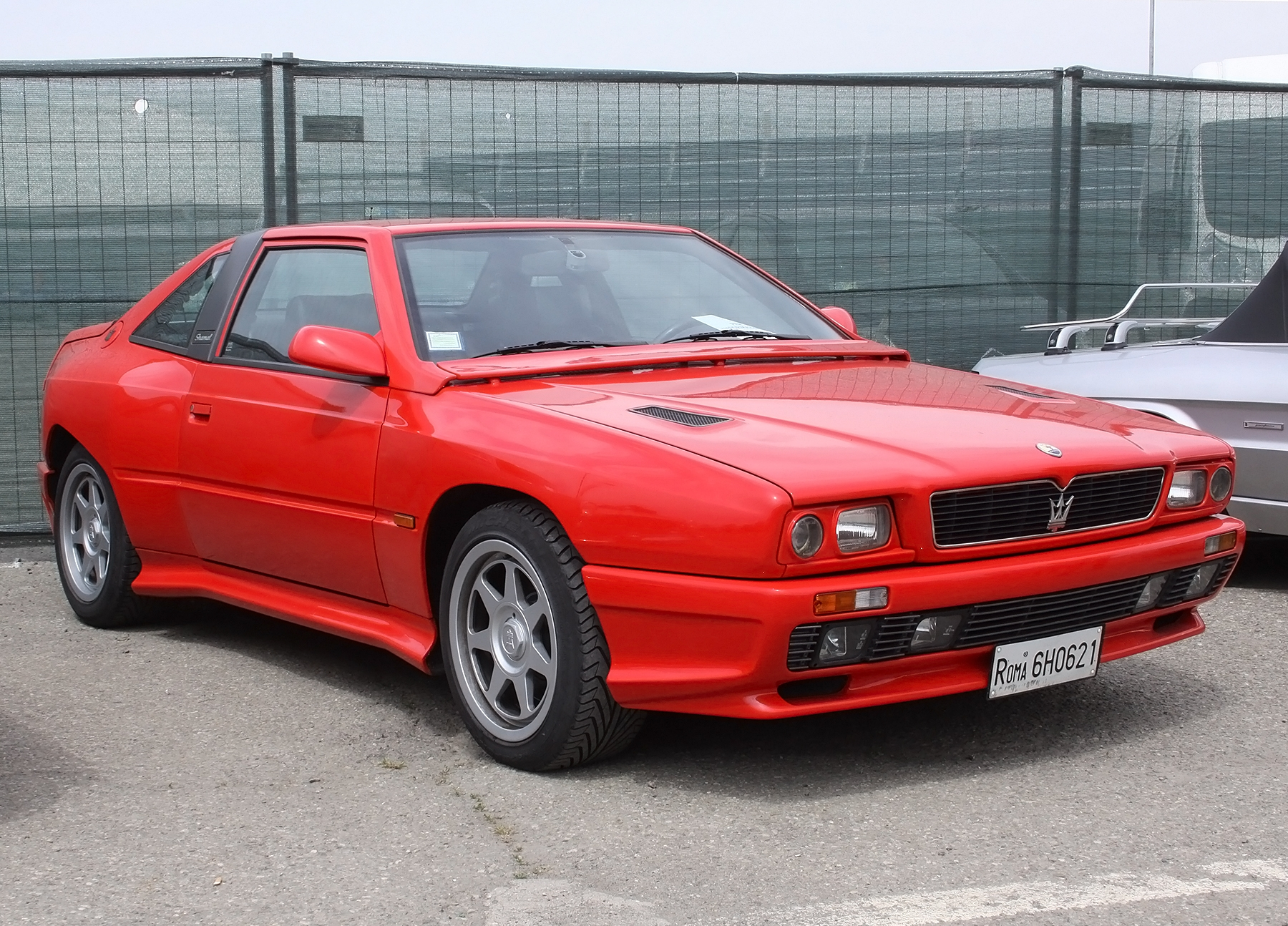
シャマル
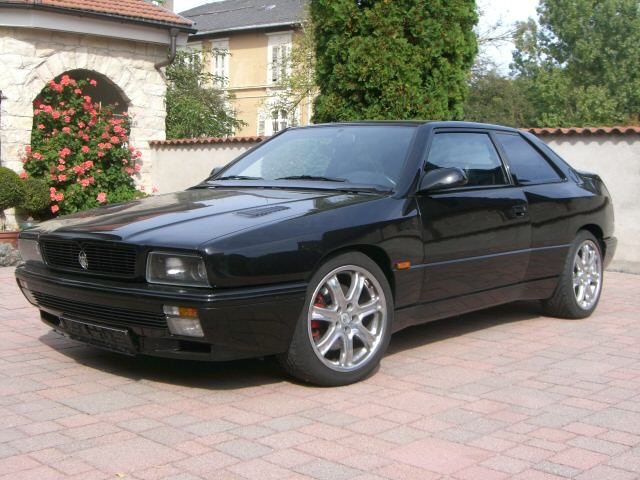
ギブリII
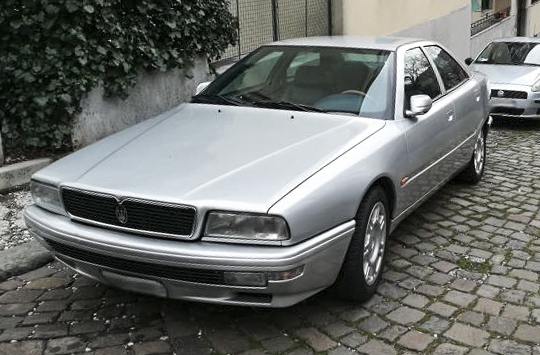
クアトロポルテIV
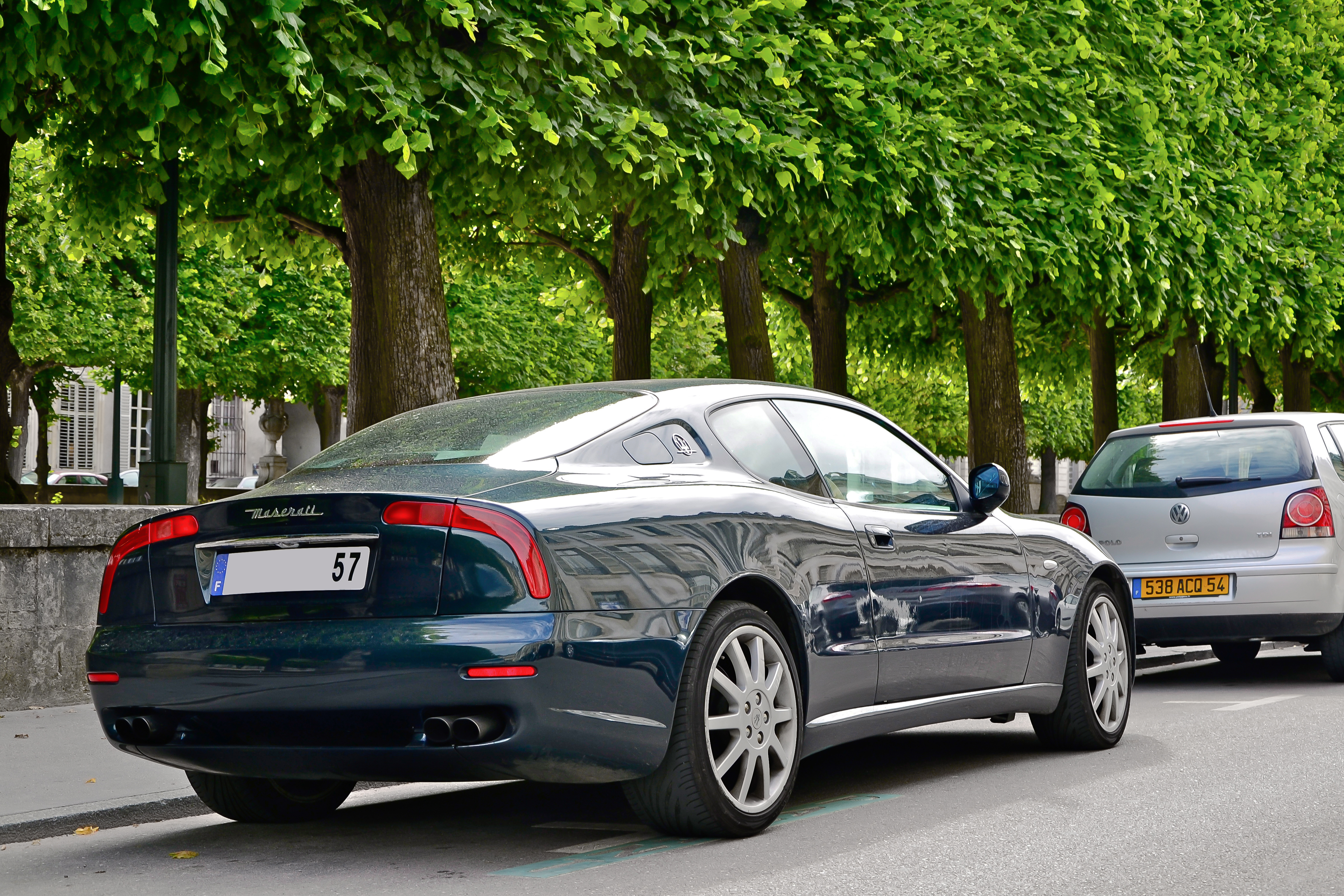
3200GT
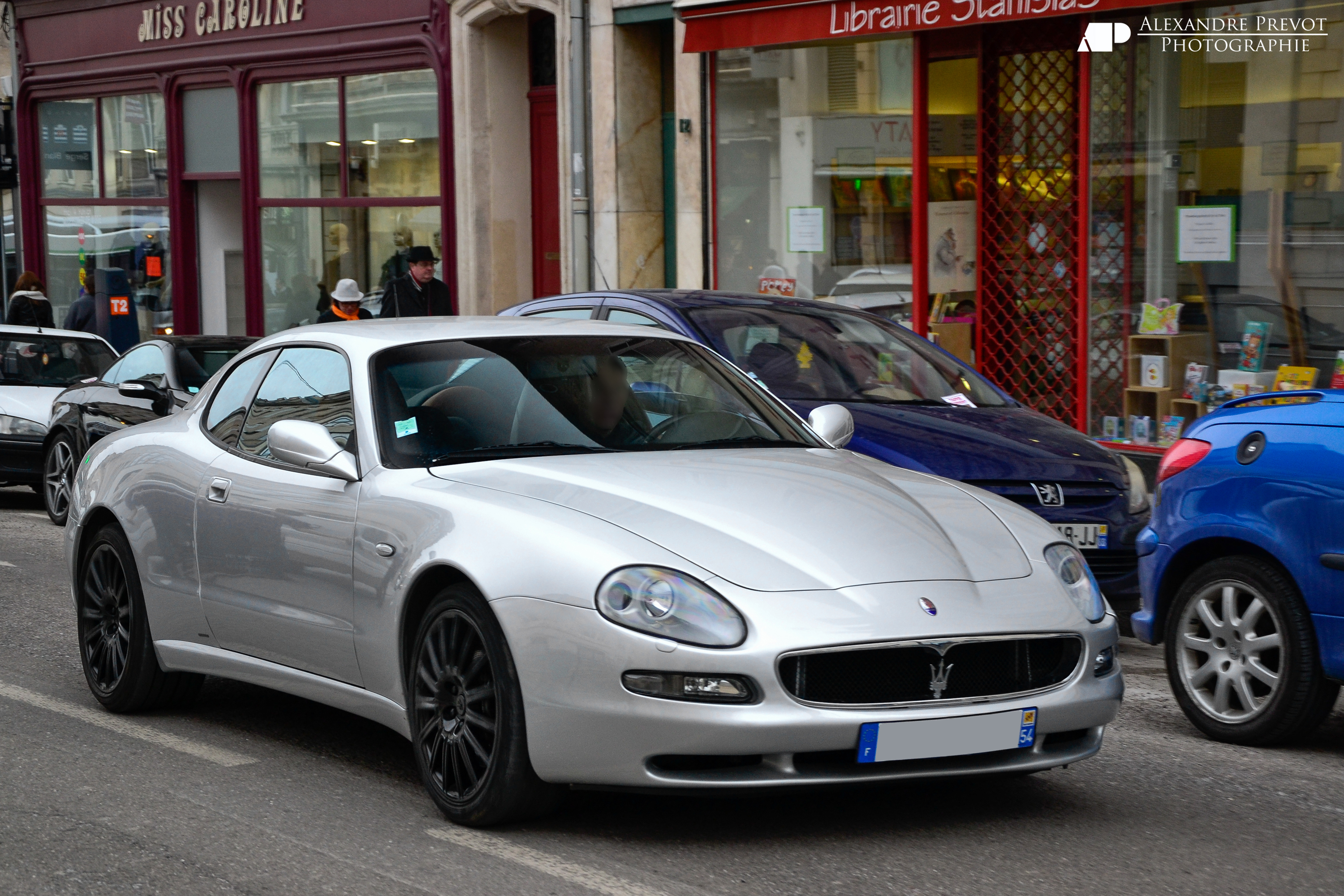
クーペ
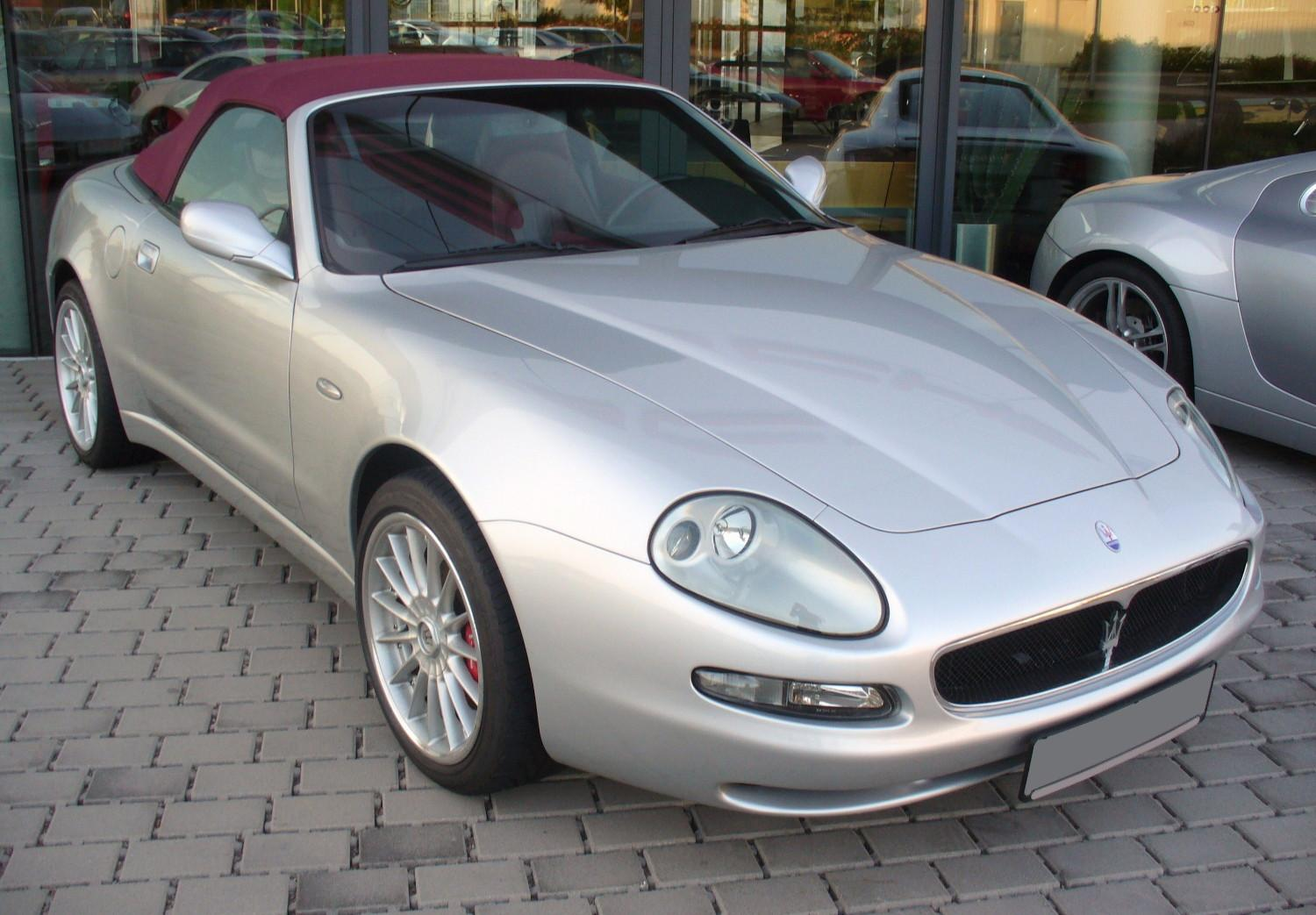
スパイダー
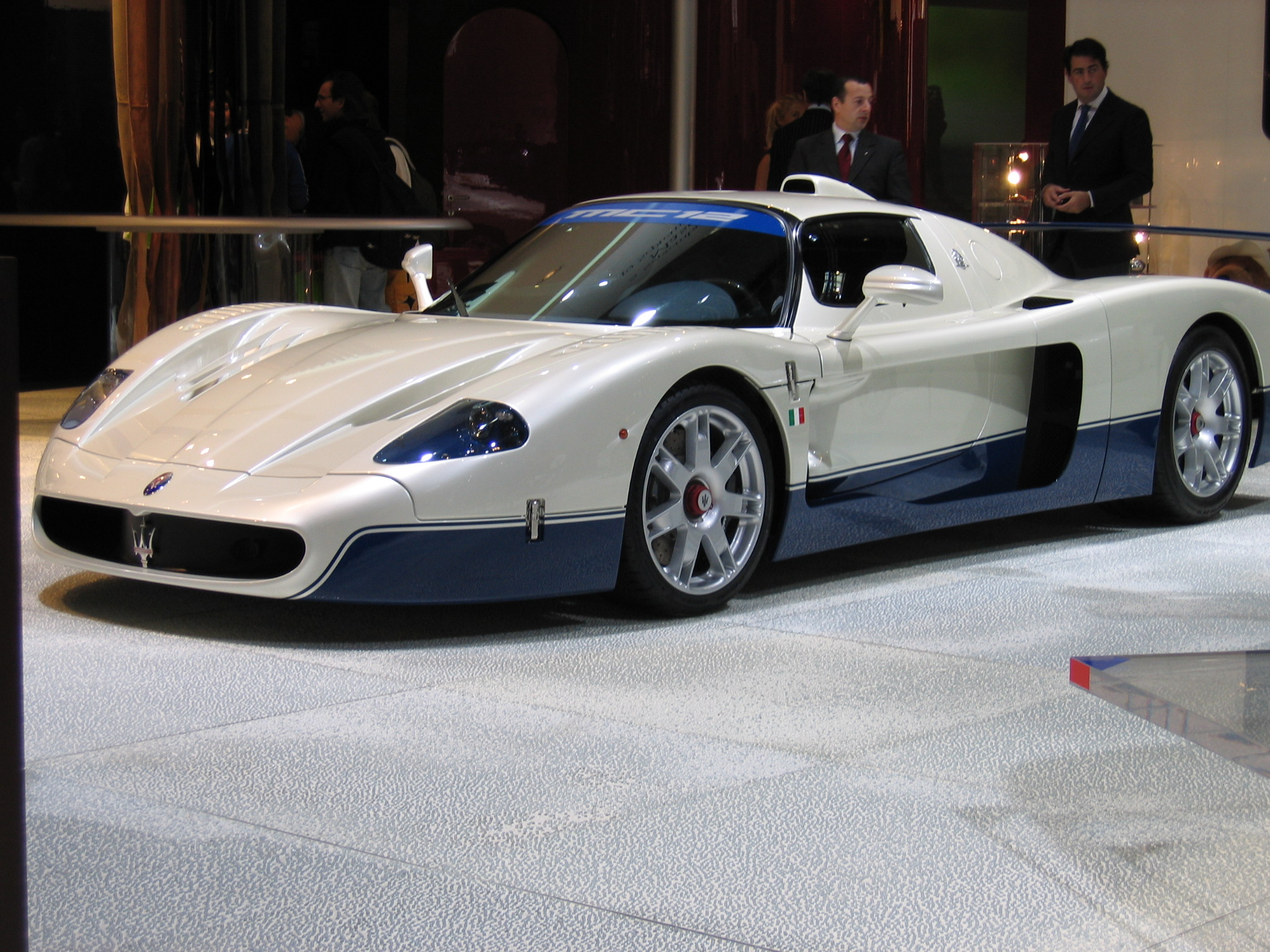
MC12
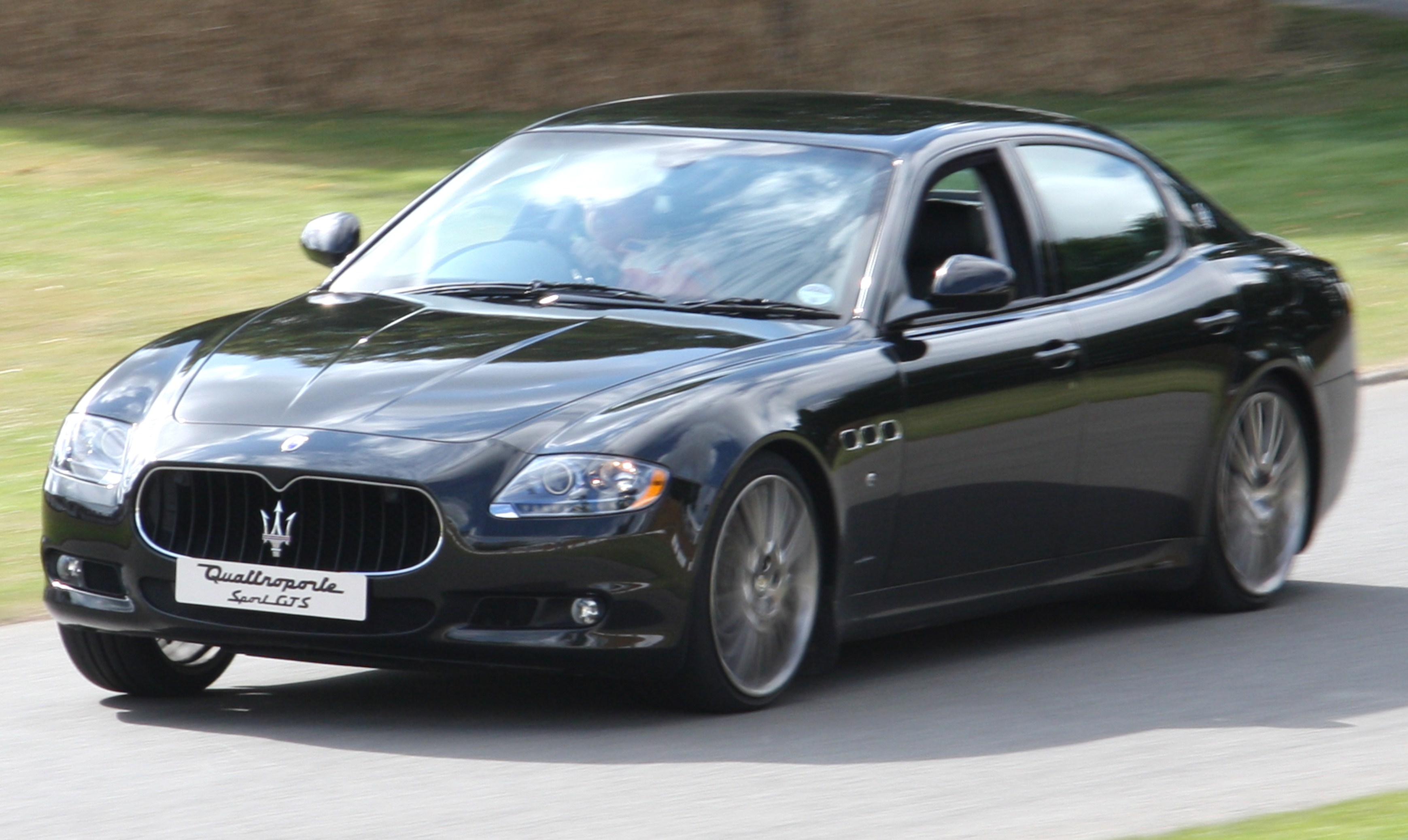
クアトロポルテV
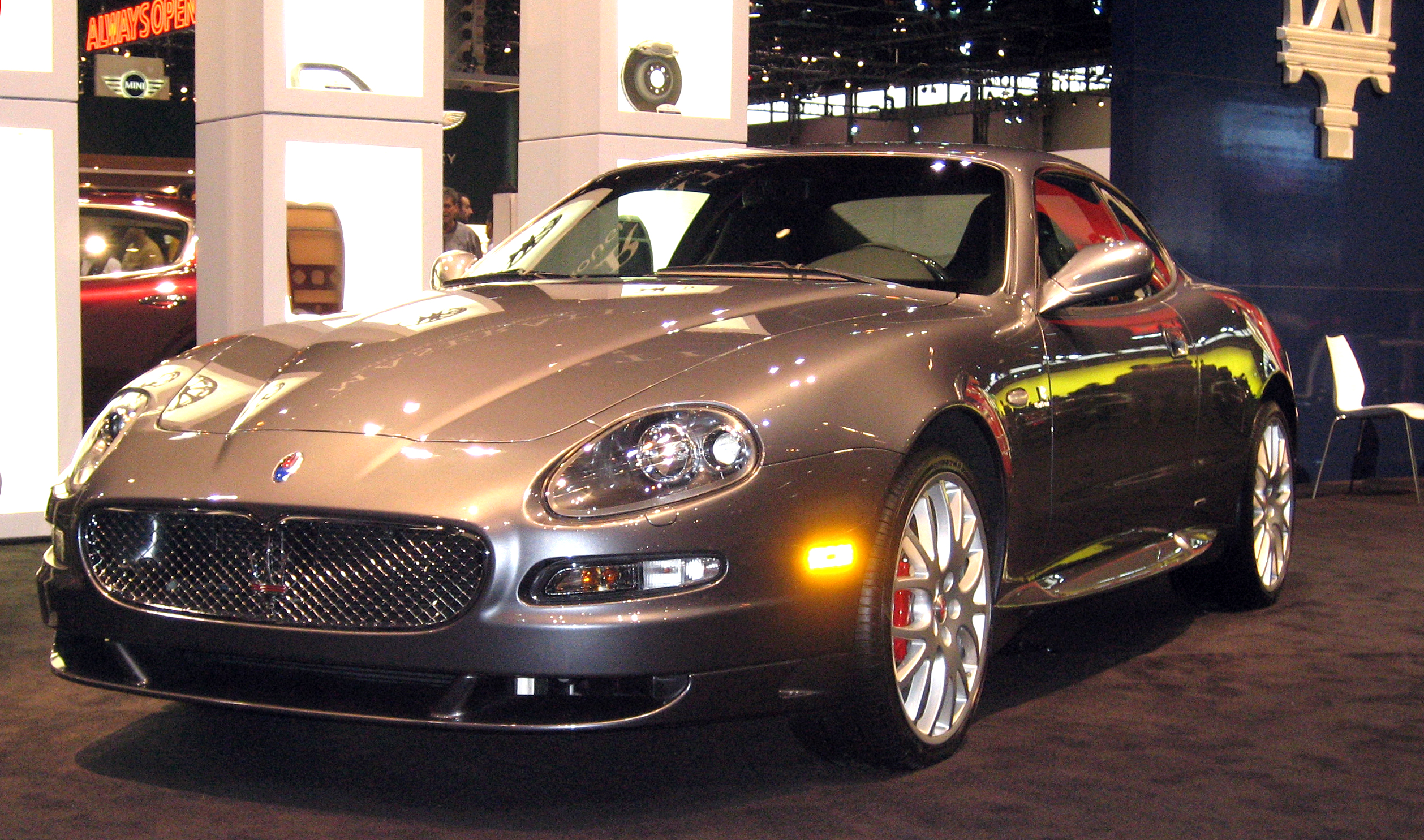
グランスポーツ
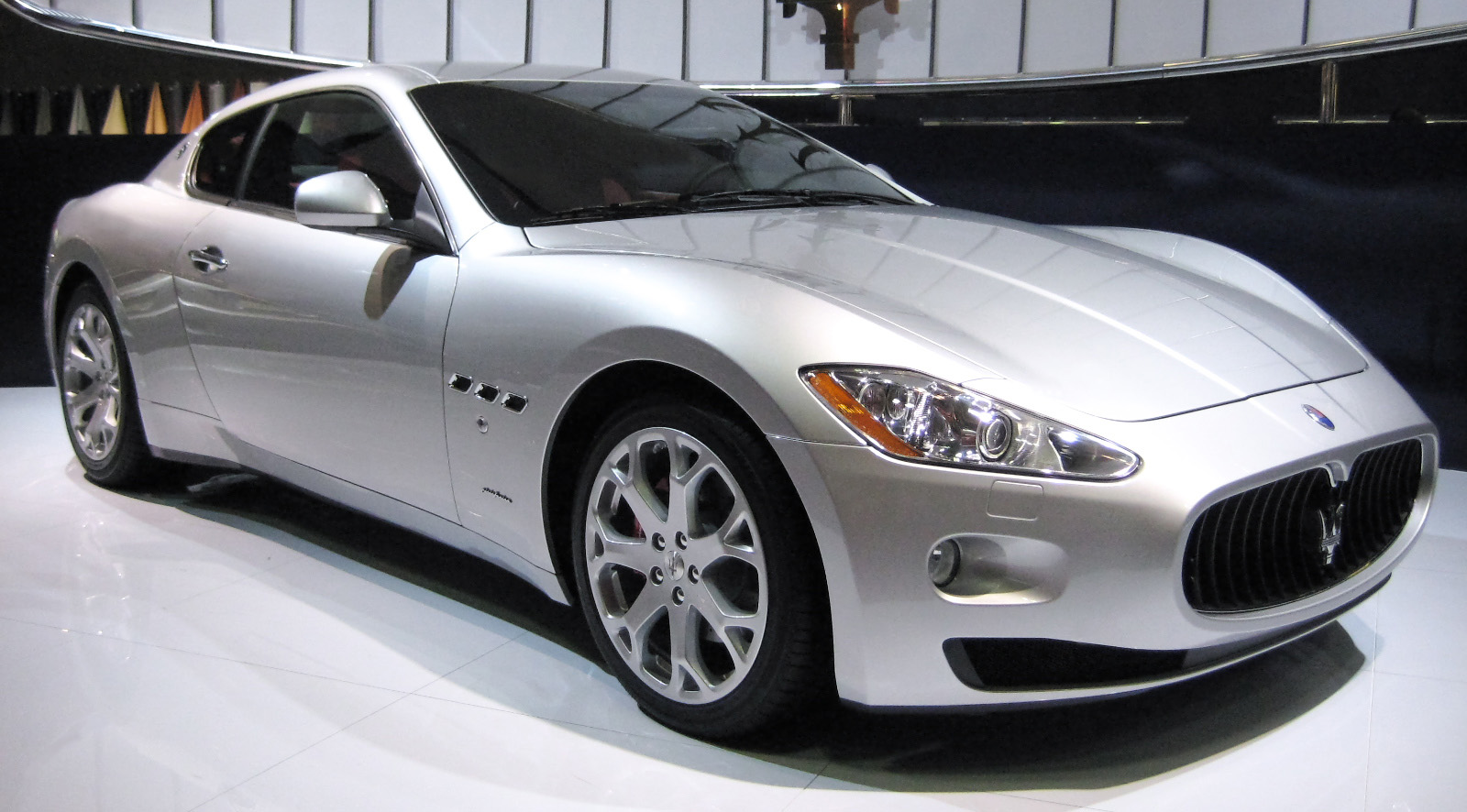
グラントゥーリズモ
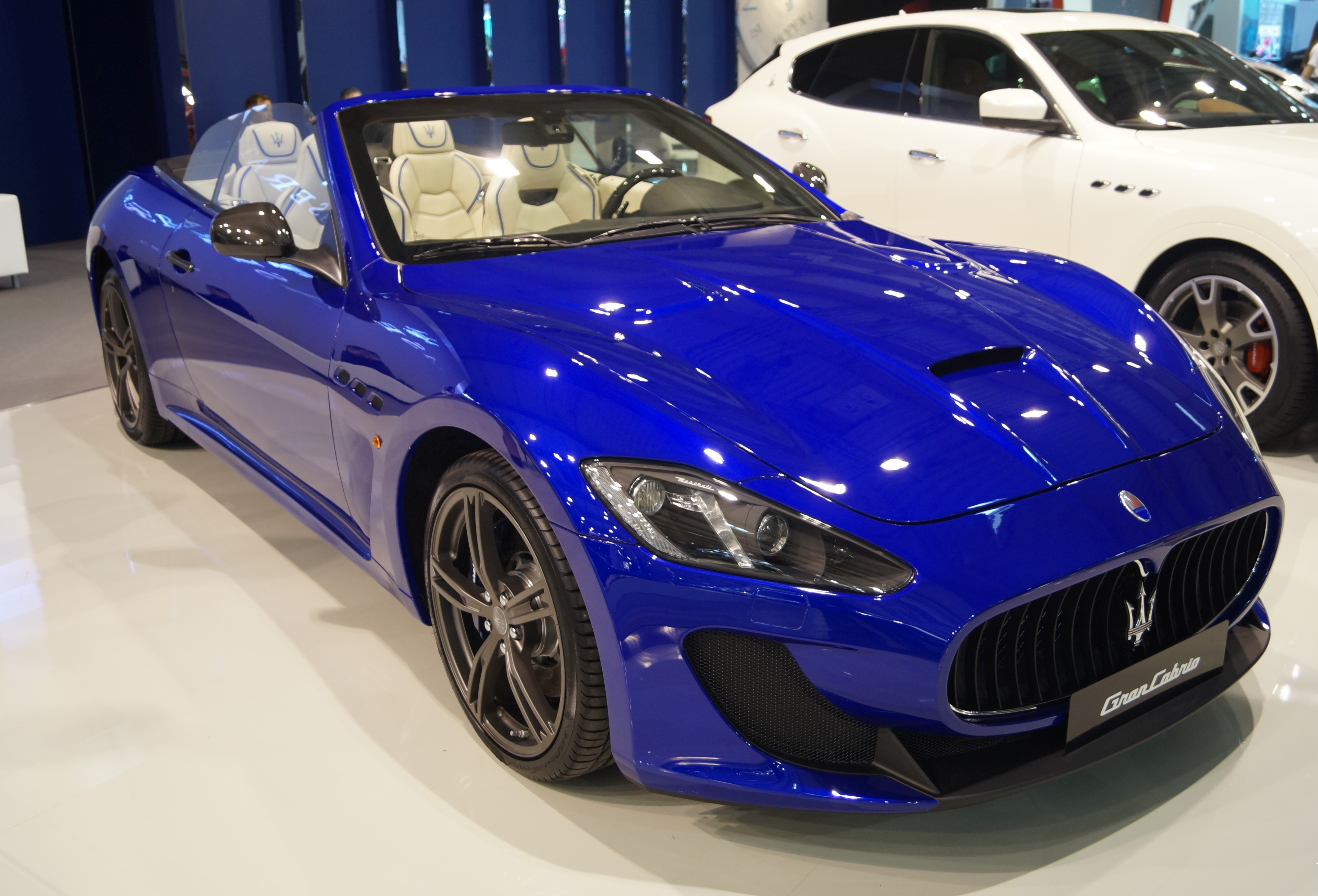
グランカブリオ
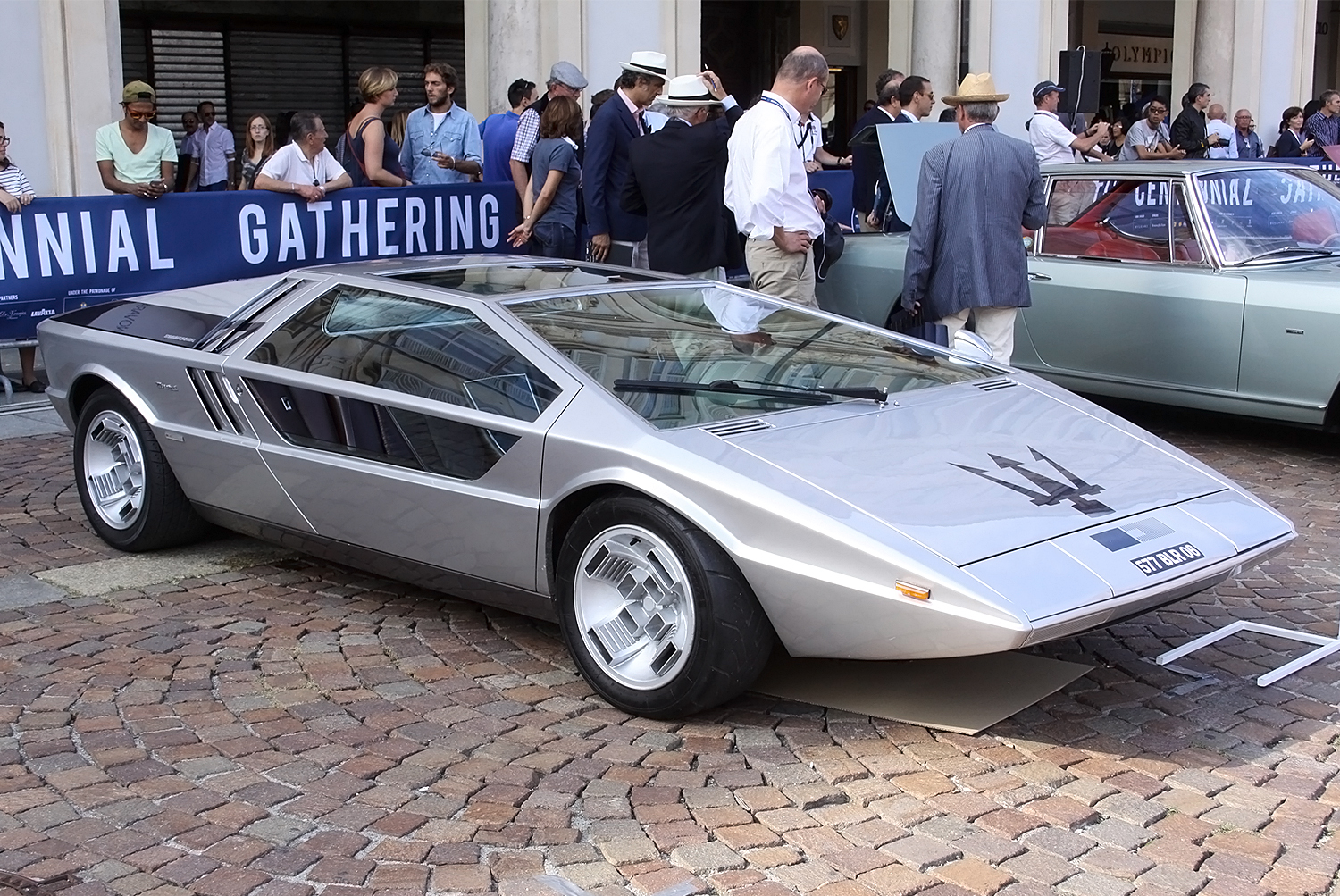
ブーメラン
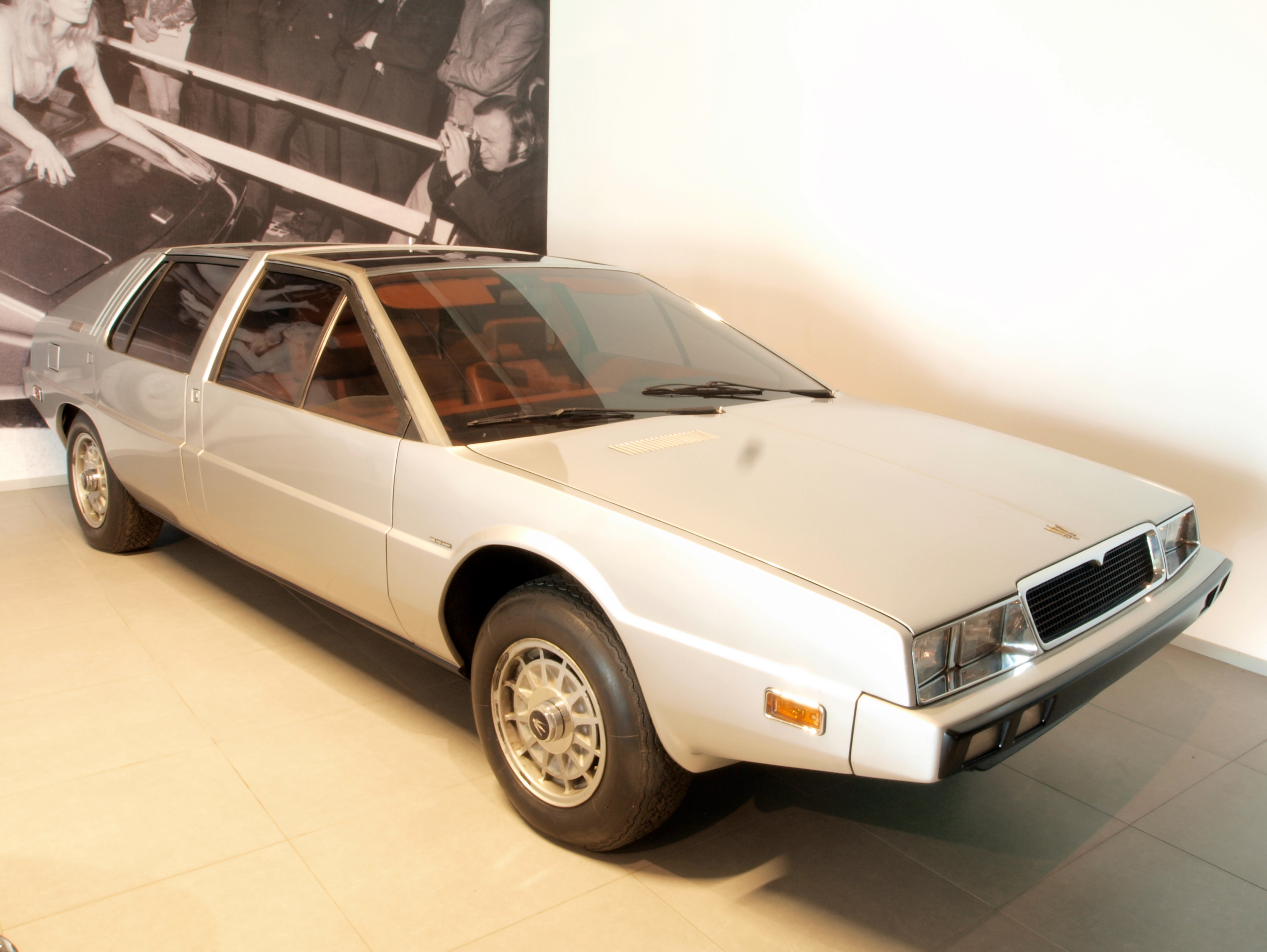
メディチ
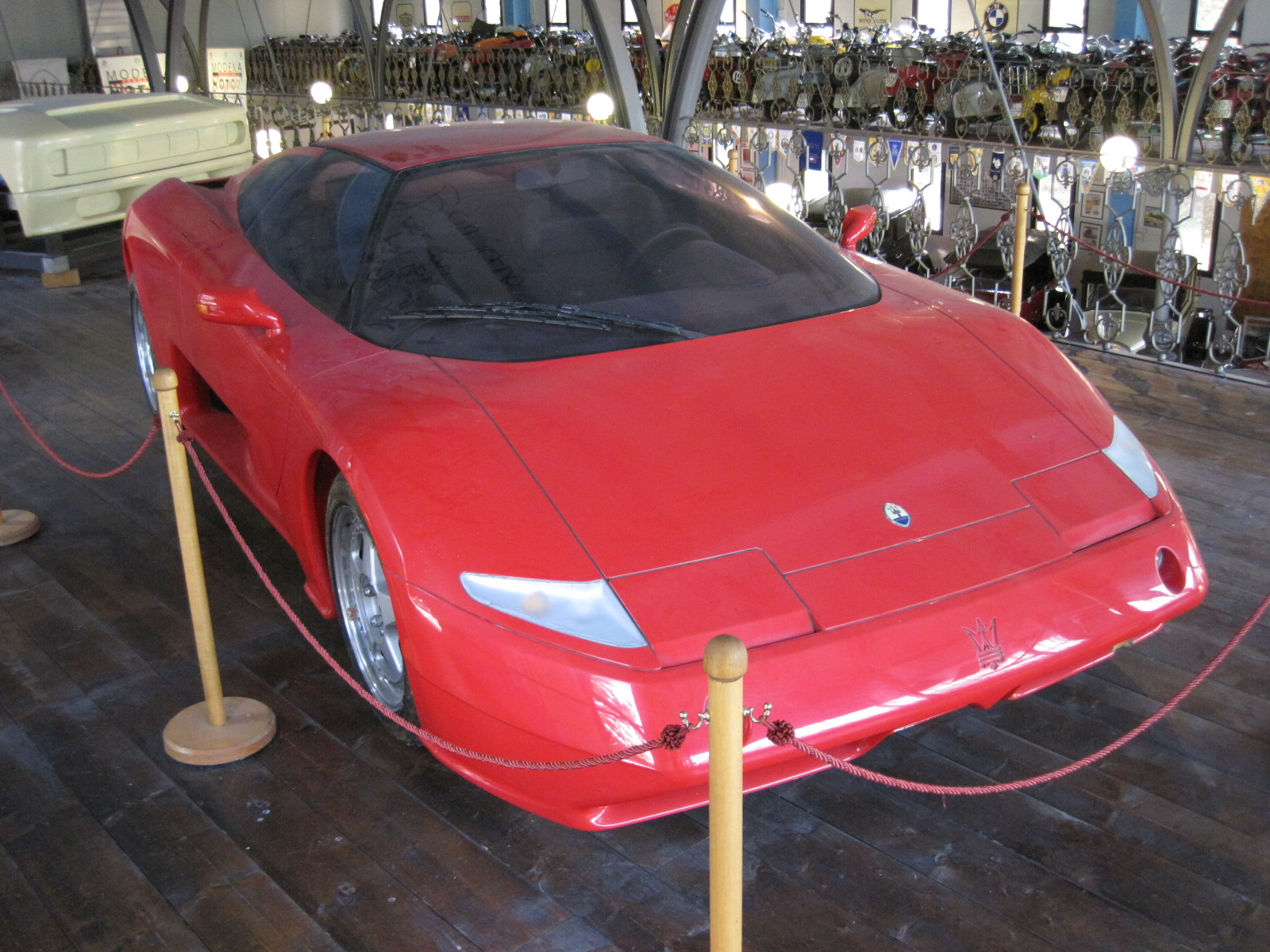
チュバスコ
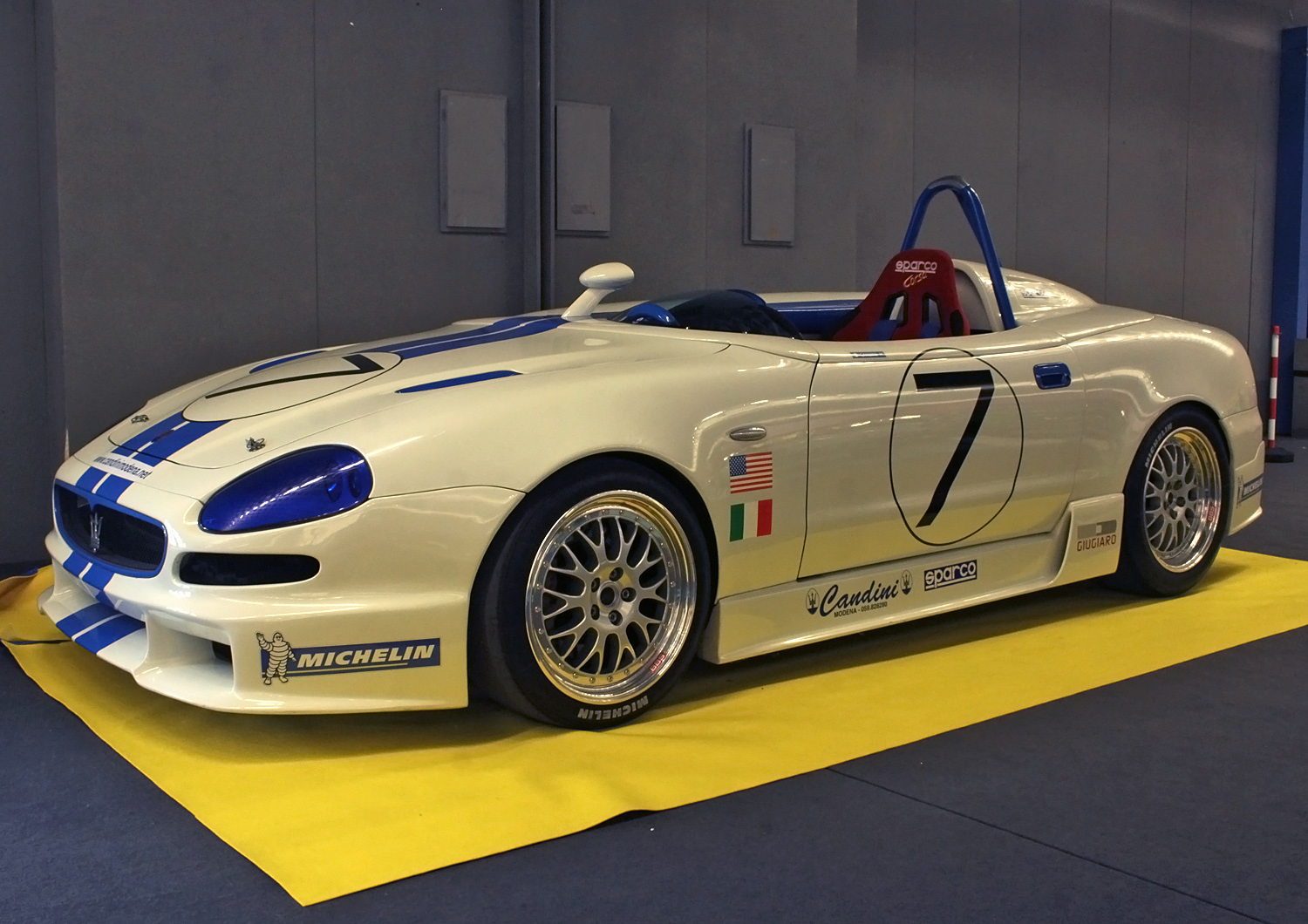
320S
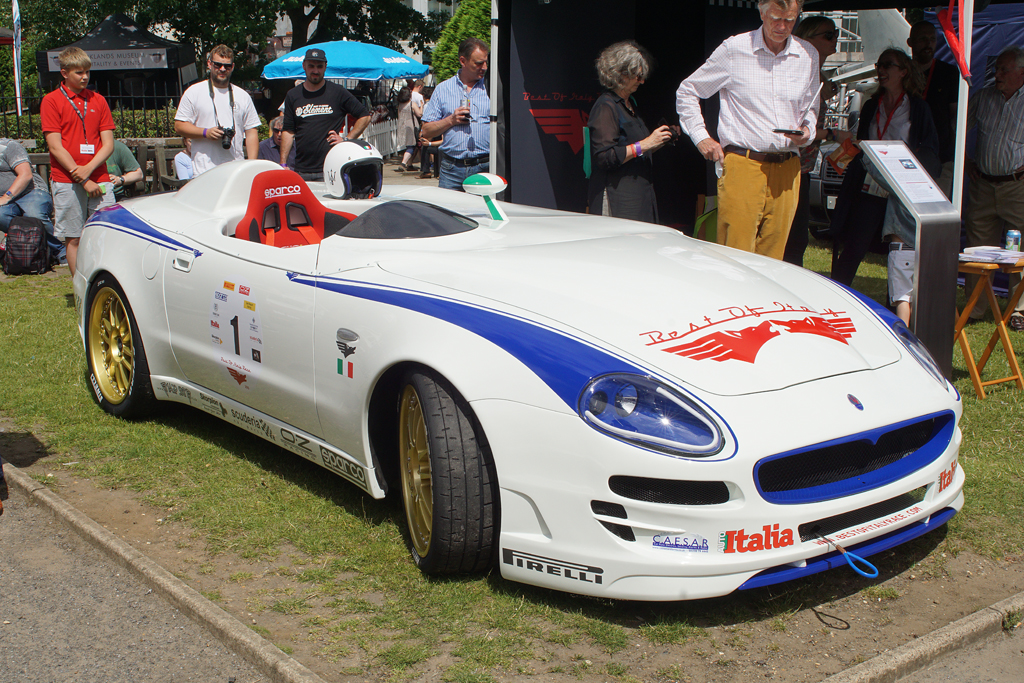
420 Super Monoposto
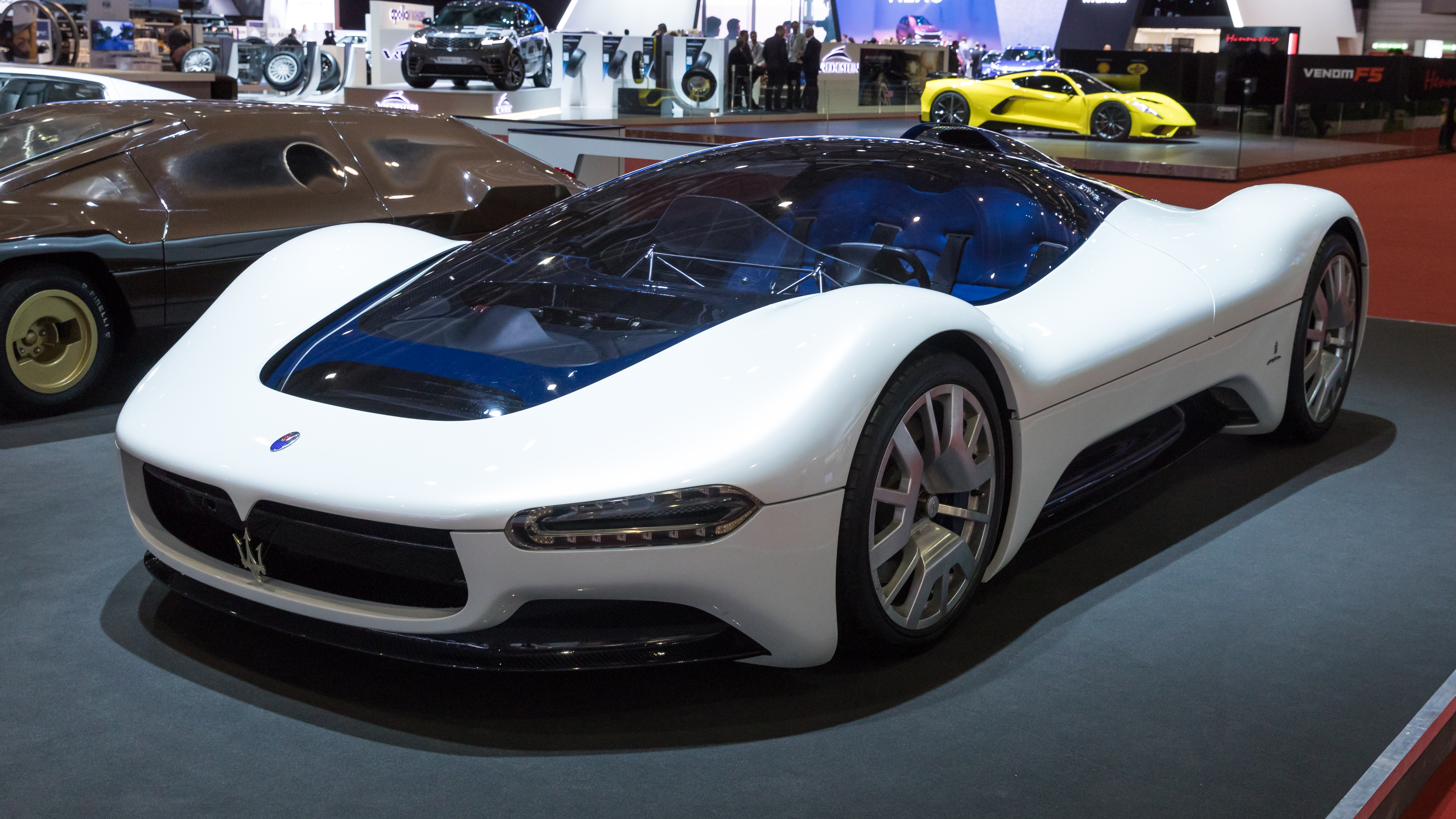
バードケージ 75th
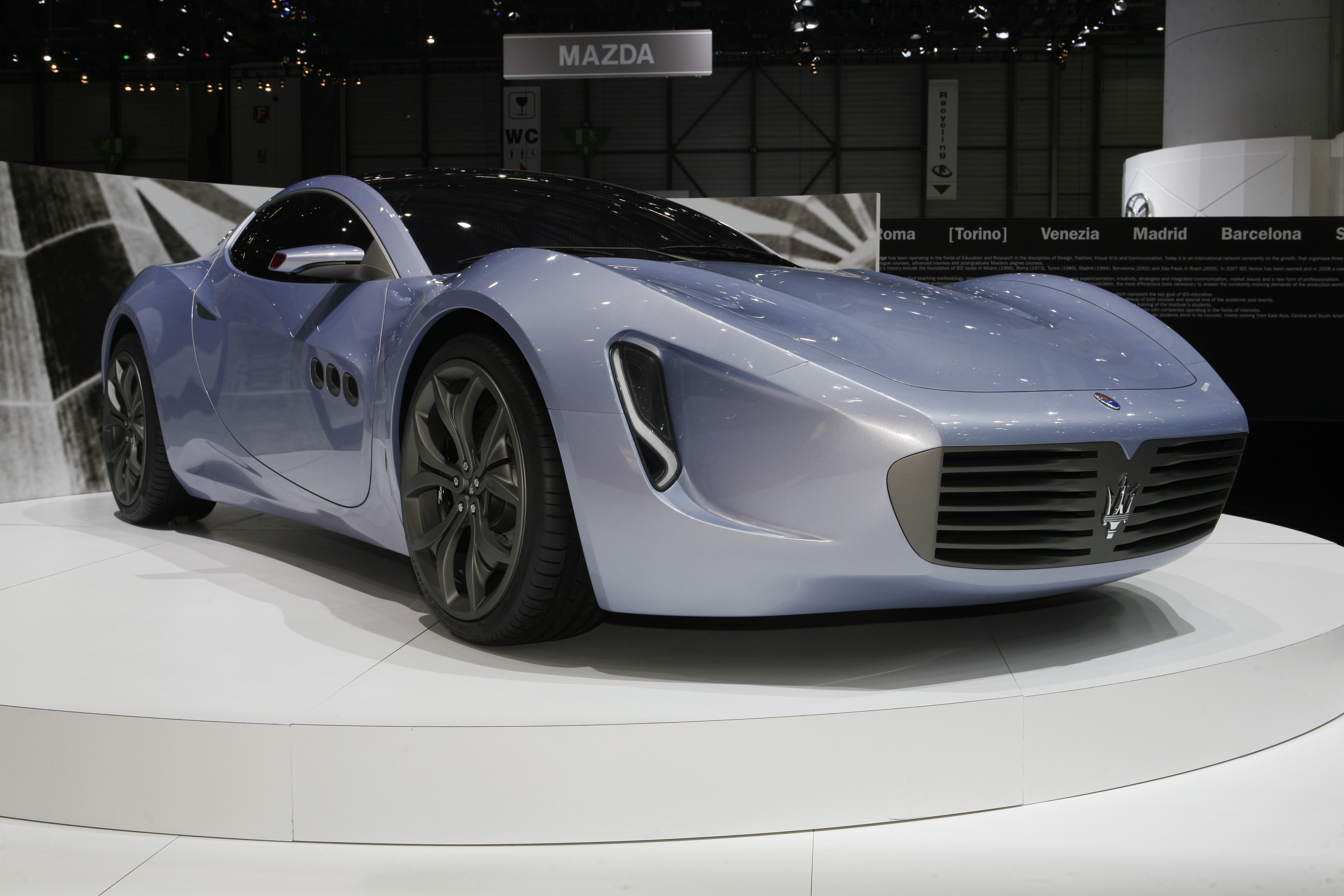
シケイン
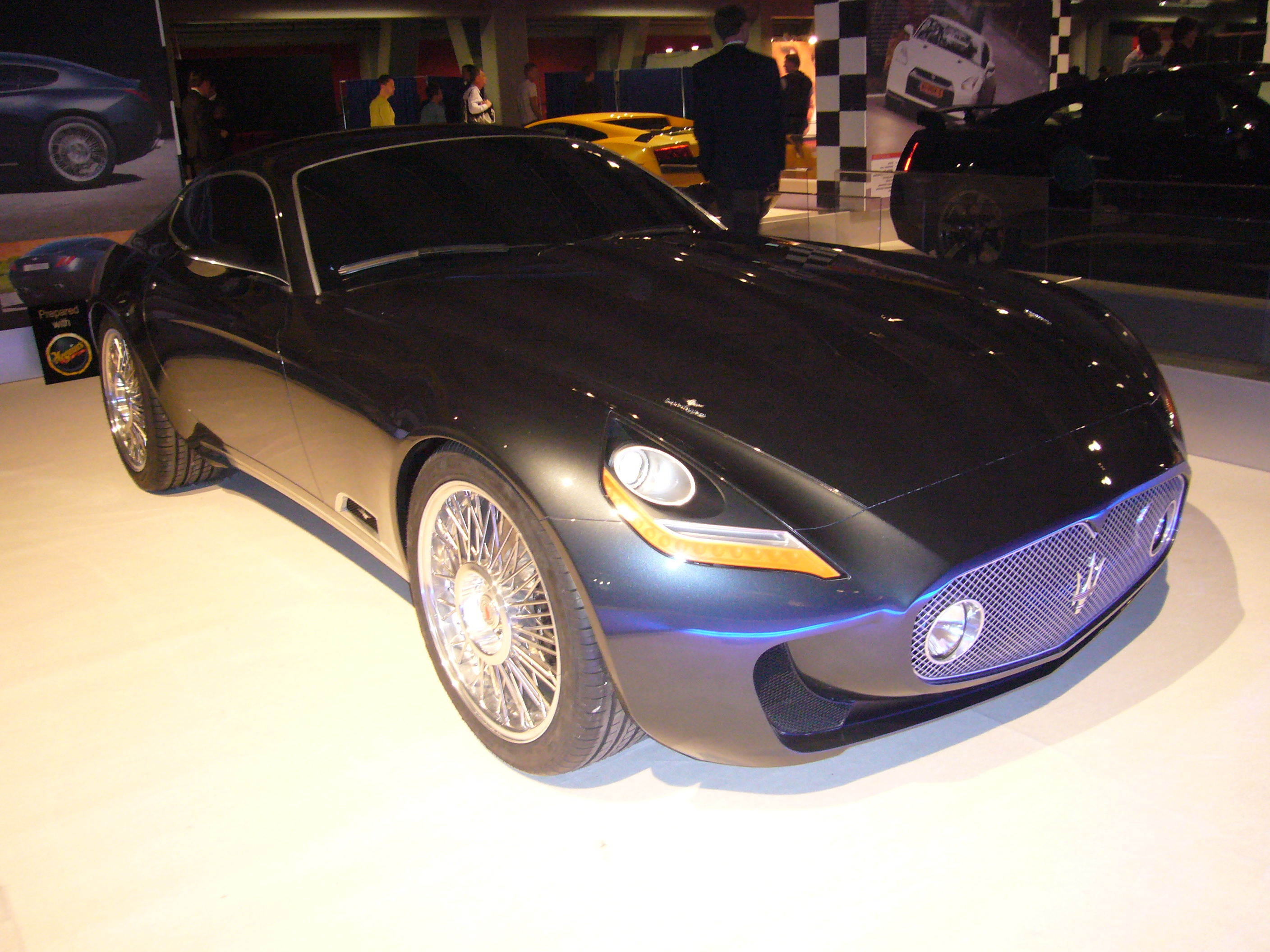
A8GCS ベルリネッタ
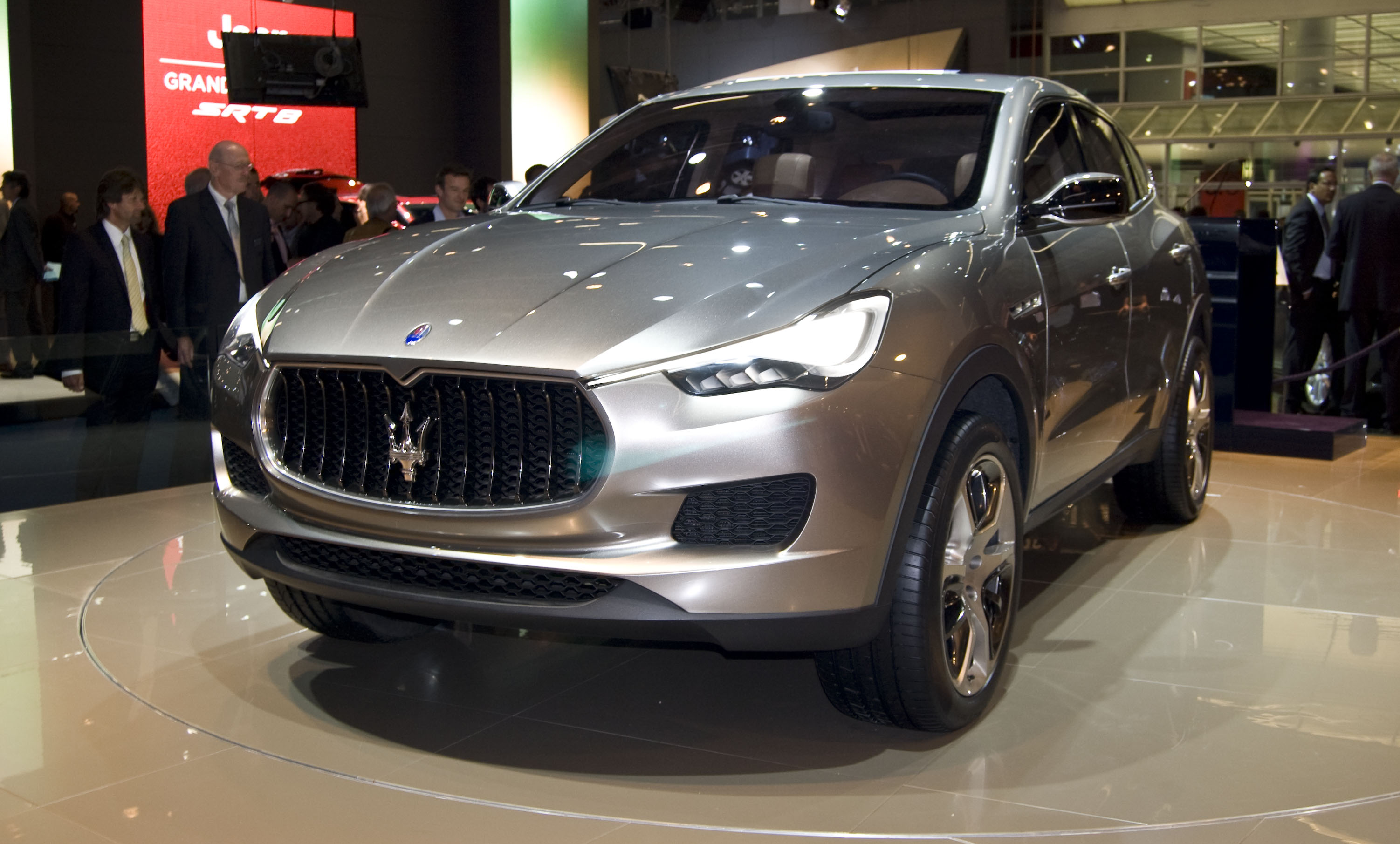
クーバン
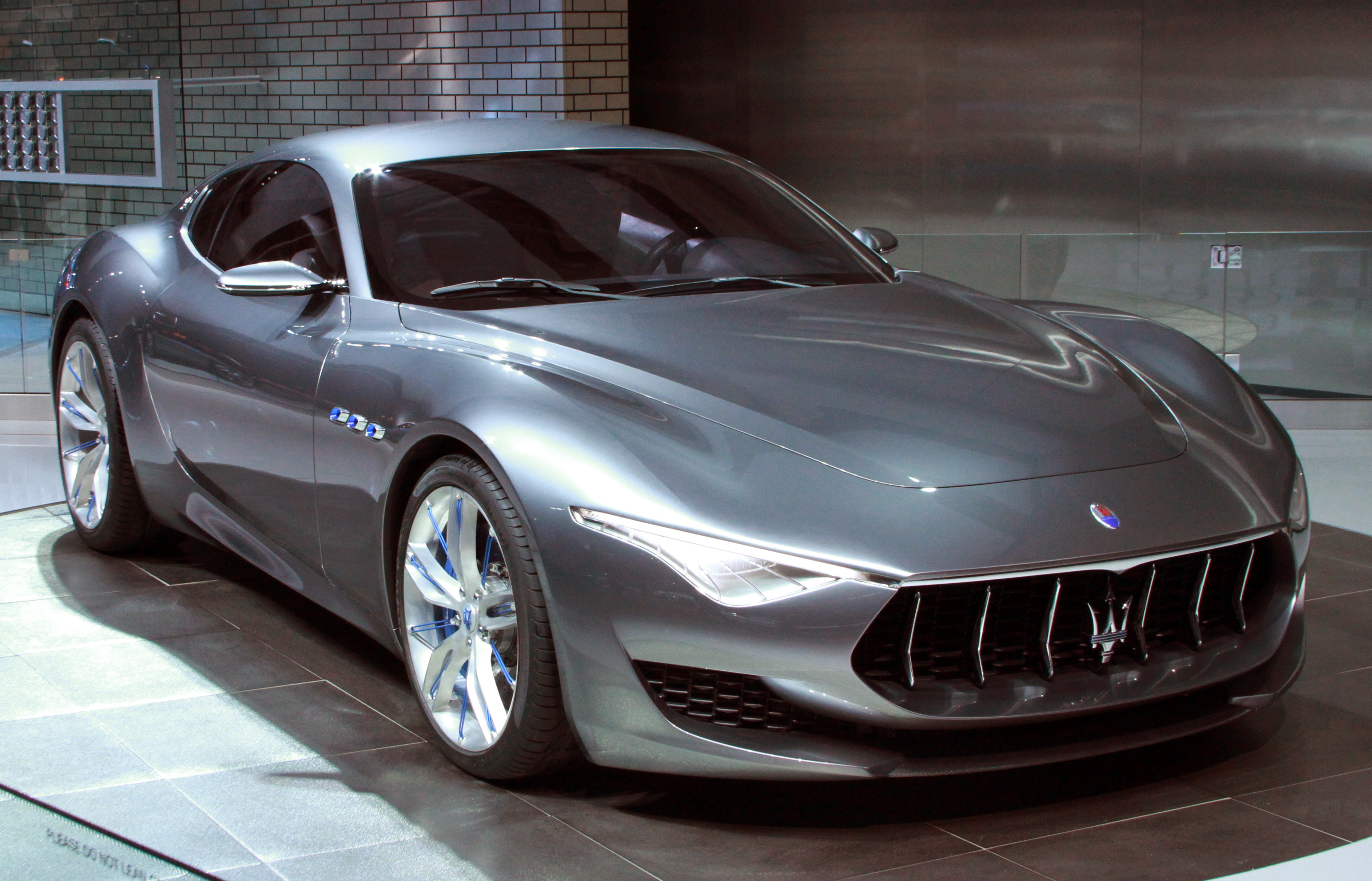
アルフィエーリ

## モータースポーツ

### スポーツカーレース

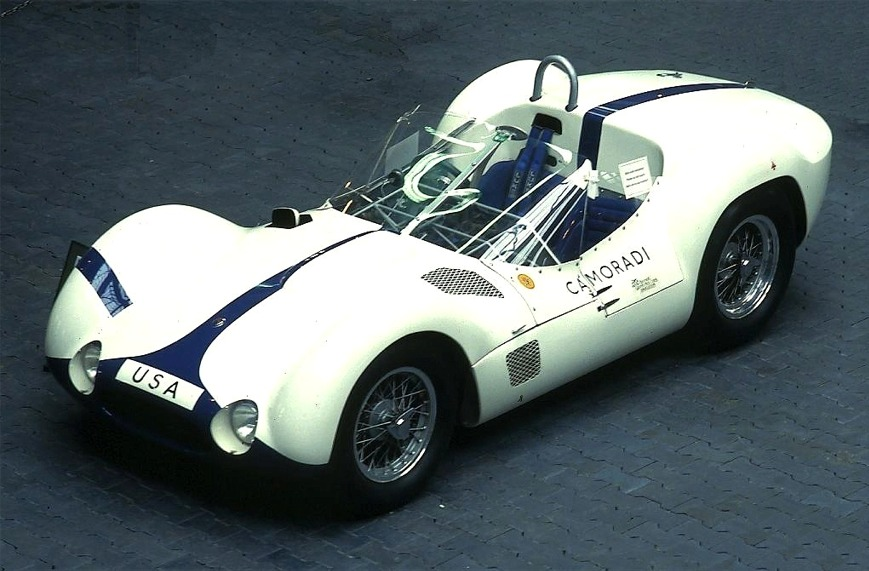
1960年ティーポ61
バードケージ

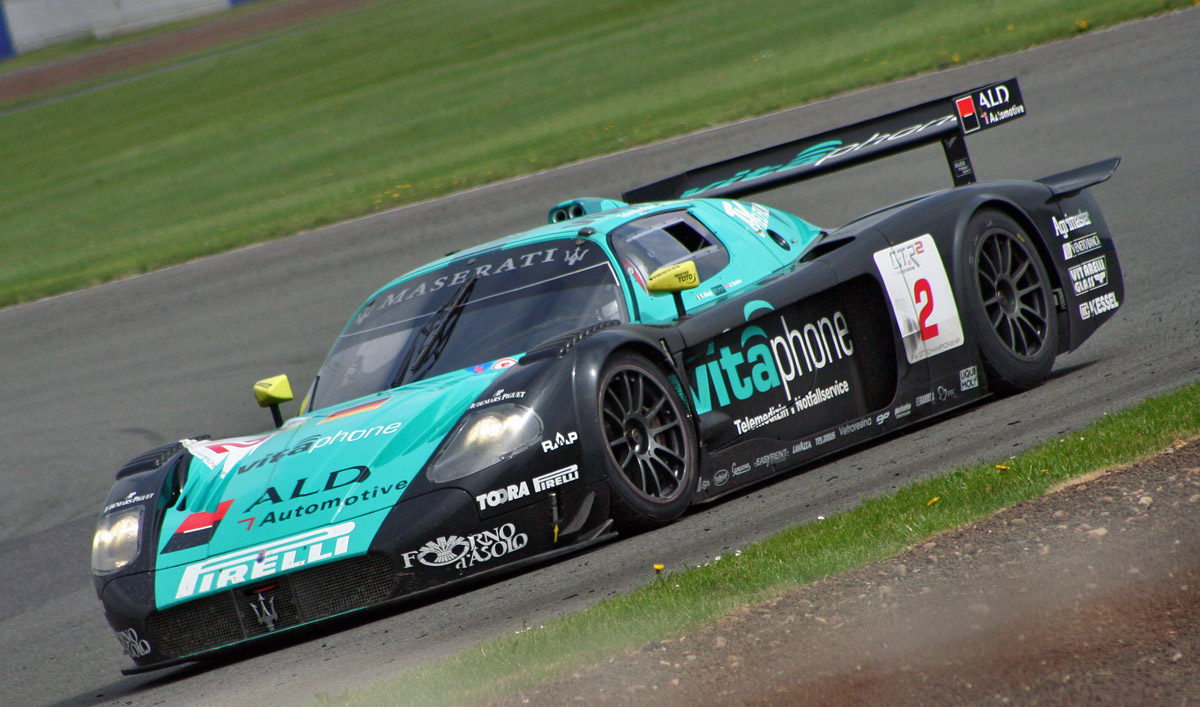
MC12 GT1（2006年）

1953〜1961年のスポーツカー世界選手権に、A6や300Sなどで参戦した。チャンピオンにはなれなかったが、ランキング2位・3位を複数回獲得した。
2004年からエンツォフェラーリのコンポーネントを流用したMC12で、FIA GT選手権のGT1クラスに参戦。2005年にチームタイトルを獲得し、2006年から2009年までドライバー、チーム両タイトルを4連覇した。
2010年から新たに開催された、FIA GT1世界選手権にも参戦。初年度でドライバーズタイトルと、サポートするビータフォン・レーシングがチームタイトルを獲得した。
2022年7月、SRO GT2規定に沿って開発されたレース専用モデル、MC20 GT2を発表。2023年から、GT2ヨーロピアン・シリーズに参戦する。

### フォーミュラE
2022年1月、2022年-23年シーズンから、フォーミュラEに参戦すると発表した。同年10月、チーム代表にジェームズ・ロシターが就任した。

### F1

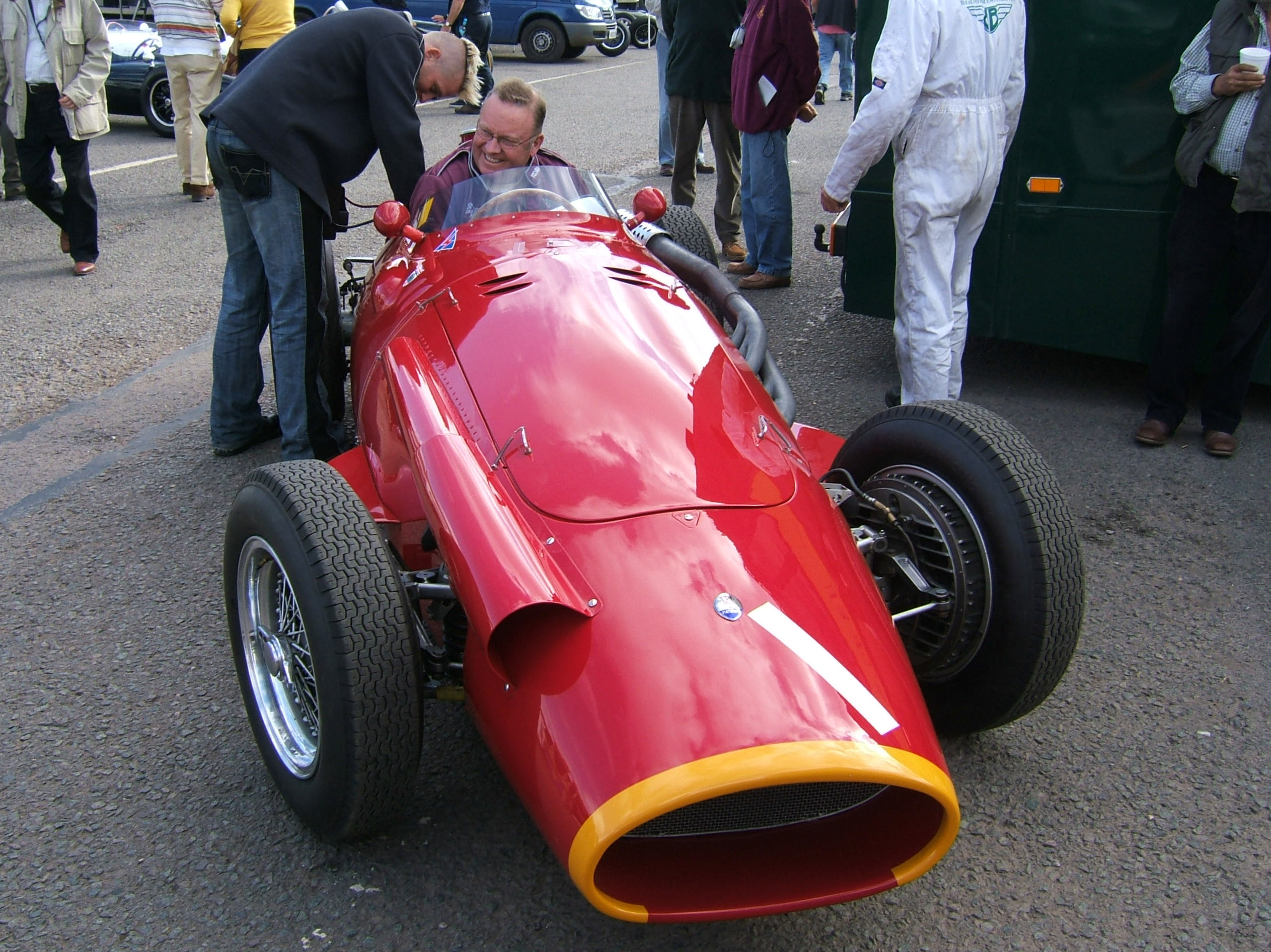
マセラティ 250F

### F1変遷表（コンストラクターとしての参戦のみ）
| 年     | エントリー名 | 車体型番   | タイヤ | エンジン                                           | 燃料・オイル | ドライバー | ランキング | ポイント | 優勝数 |
| ------ | --- | ---------- | ------ | -------------------------------------------------- | ------------ | --- | ---------- | -------- | ------ |
| 1950年 | オフィシーネ・アルフィエリ・マセラティ スクーデリア・アンブロジアーナ(4CLT/48) ジョー・フライ(4CL) ブライアン・ショウ・テイラー(4CL) エンリコ・プラーテ(4CLT/48) スクーデリア・ミラノ(4CLT/50ミラノ) スクーデリア・アキッレ・バルツィ(4CLT/48) トニ・ブランカ(4CL) パウル・ピーチ(4CLT/48) | 4CLT/48    | P      | マセラティ4CLT(1.5L L4s)                           | -            | ルイ・シロン フランコ・ロル | -*         | -*       | 0      |
| 1951年 | エンリコ・プラーテ(4CLT/48) エキュリー・シャム(4CLT/48) スクーデリア・ミラノ(4CLT/50ミラノ,4CLT/48) スクーデリア・アンブロジアーナ(4CLT/48) ジョン・ジェームズ(4CLT/48) フィリップ・フォゼリンガム＝パーカー(4CL) トニ・ブランカ(4CLT/48) エスクデリア・バンデランテス(4CLT/48) ホアキン・パラシオ(4CLT/48) | -          | -      | -                                                  | -            | - | -*         | -*       | 0      |
| 1952年 | オフィシーネ・アルフィエリ・マセラティ エンリコ・プラーテ(4CLT/48) エスクデリア・バンデランテス(A6GCM) | A6GCM      | P      | マセラティA6(2.0L L6)                              | -            | ファン・マヌエル・ファンジオ フロイラン・ゴンザレス フェリーチェ・ボネット フランコ・ロル | -*         | -*       | 0      |
| 1953年 | オフィシーネ・アルフィエリ・マセラティ エンリコ・プラーテ(A6GCM) バロン・デ・グラッフェンリート(A6GCM) エスクデリア・バンデランテス(A6GCM) スクーデリア・ミラノ(A6GCM) | A6GCM      | P      | マセラティA6                                       | -            | ファン・マヌエル・ファンジオ フロイラン・ゴンザレス フェリーチェ・ボネット オノフレ・マリモン オスカル・ガルベス ジョニー・クレエ ヘルマン・ラング セルジオ・マントヴァーニ ルイジ・ムッソ                                                          | -*         | -*       | 1      |
| 1954年 | オフィシーネ・アルフィエリ・マセラティ エキュリー・ロジェ(250F) ハリー・シェル(A6GCM,250F) バロン・デ・グラッフェンリート(A6GCM) ロベルト・ミエレス(A6GCM,250F) ホルヘ・ダポンテ(A6GCM) カルロス・メンディテギー(A6GCM) プリンス・ビラ(250F) スターリング・モス(250F) オーウェン・レーシング・オーガニゼーション(250F) ギルビー・エンジニアリング(250F) ジョヴァンニ・デ・リウ(A6GCM) | A6GCM 250F | P      | マセラティA6 マセラティ250F1(2.5L L6)              | -            | ファン・マヌエル・ファンジオ オノフレ・マリモン ルイジ・ムッソ セルジオ・マントヴァーニ アルベルト・アスカリ ルイジ・ヴィッロレージ ロベルト・ミエレス プリンス・ビラ ハリー・シェル ルイ・ロジェ パコ・ゴディア                                    | -*         | -*       | 2      |
| 1955年 | オフィシーネ・アルフィエリ・マセラティ アルベルト・ウリア(A6GCM) エキュリー・ロジェ(250F) スターリング・モス・リミテッド(250F) プリンス・ビラ(250F) グールズ・ガレージ(250F) オーウェン・レーシング・オーガニゼーション(250F) ギルビー・エンジニアリング(250F) | 250F       | P      | マセラティ250F1                                    | -            | ジャン・ベーラ ロベルト・ミエレス ルイジ・ムッソ カルロス・メンディテギー チェーザレ・ペルディーサ セルジオ・マントヴァーニ クレマール・ブッチ ハリー・シェル アンドレ・シモン ピーター・コリンズ ホレース・グールド                                | -*         | -*       | 0      |
| 1956年 | オフィシーネ・アルフィエリ・マセラティ ルイジ・ピオッティ(250F) オーウェン・レーシング・オーガニゼーション(250F) アルベルト・ウリア(A6GCM) エキュリー・ロジェ(250F) グールズ・ガレージ(250F) スクーデリア・セントロ・スッド(250F) アンドレ・シモン(250F) スクーデリア・ガステラ(250F) ギルビー・エンジニアリング(250F) ブルース・ハルフォード(250F) ジャック・ブラバム(250F) オットリーノ・フォロンテリオ(A6GCM)                                                                                   | 250F       | P      | マセラティ250F1                                    | -            | スターリング・モス ジャン・ベーラ チェーザレ・ペルディーサ パコ・ゴディア ウンベルト・マグリオーリ カルロス・メンディテギー チコ・ランディ ジェリーノ・ジェリーニ フロイラン・ゴンザレス ピエロ・タルッフィ ルイジ・ヴィッロレージ ヨアキム・ボニエ | -*         | -*       | 2      |
| 1957年 | オフィシーネ・アルフィエリ・マセラティ スクーデリア・セントロ・スッド(250F) ルイジ・ピオッティ(250F) ホレース・グールド(250F) ヨアキム・ボニエ(250F) ジェリーノ・ジェリーニ(250F) ギルビー・エンジニアリング(250F) ブルース・ハルフォード(250F) オットリーノ・フォロンテリオ(250F) | 250F       | P      | マセラティ250F1(2.5L L6) マセラティ250F1(2.5L V12) | -            | ファン・マヌエル・ファンジオ ジャン・ベーラ カルロス・メンディテギー ハリー・シェル ジョルジオ・スカルラッティ パコ・ゴディア スターリング・モス ハンス・ヘルマン                                                                                   | -*         | -*       | 4      |
| 1958年 | スクーデリア・スッド・アメリカーナ(250F) ケン・カバナ(250F) ヨアキム・ボニエ(250F) パコ・ゴディア(250F) ホレース・グールド(250F) スクーデリア・セントロ・スッド(250F) フロイラン・ゴンザレス(250F) ロベルト・ミエレス(250F) ルイジ・ピオッティ(250F) キース・キャンベル(250F) マリア・テレーザ・デ・フィリッピス(250F) ジョルジオ・スカルラッティ(250F) ルイ・シロン(250F) アンドレ・テステュ(250F) ファン・マヌエル・ファンジオ(250F) テンプル・ビューエル(250F) カジミロ・デ・オリヴェイラ(250F) | -          | -      | -                                                  | -            | - | 5位        | 6        | 0      |
| 1959年 | スクーデリア・セントロ・スッド(250F) スクーデリア・ウゴリーニ(250F) モンテカルロ・オートスポーツ(250F) ケン・カバナ(250F) エットーレ・チメリ(250F) フィル・ケード(250F) | -          | -      | -                                                  | -            | - | NC         | 0        | 0      |
| 1960年 | ジョルジオ・スカルラッティ(250F) ナシフ・エステファーノ(250F) アントニオ・クレウス(250F) ジーノ・ムナロン(250F) エットーレ・チメリ(250F) ホレース・グールド(250F) ジョー・ルービン(250F) | -          | -      | -                                                  | -            | - | NC         | 0        | 0      |
| 年     | エントリー名 | 車体型番   | タイヤ | エンジン                                           | 燃料・オイル | ドライバー | ランキング | 優勝数   |        |

- 太字はドライバーズタイトル獲得者
- 斜体になっているドライバーはスポット参戦など
- 斜体になっているチームはプライベーター（括弧内に使用した車体の型番を記載）
- *コンストラクタータイトルは1958年から設定された。このためコンストラクターとしてのポイントやランキングは存在しない。

## 日本でのビジネス

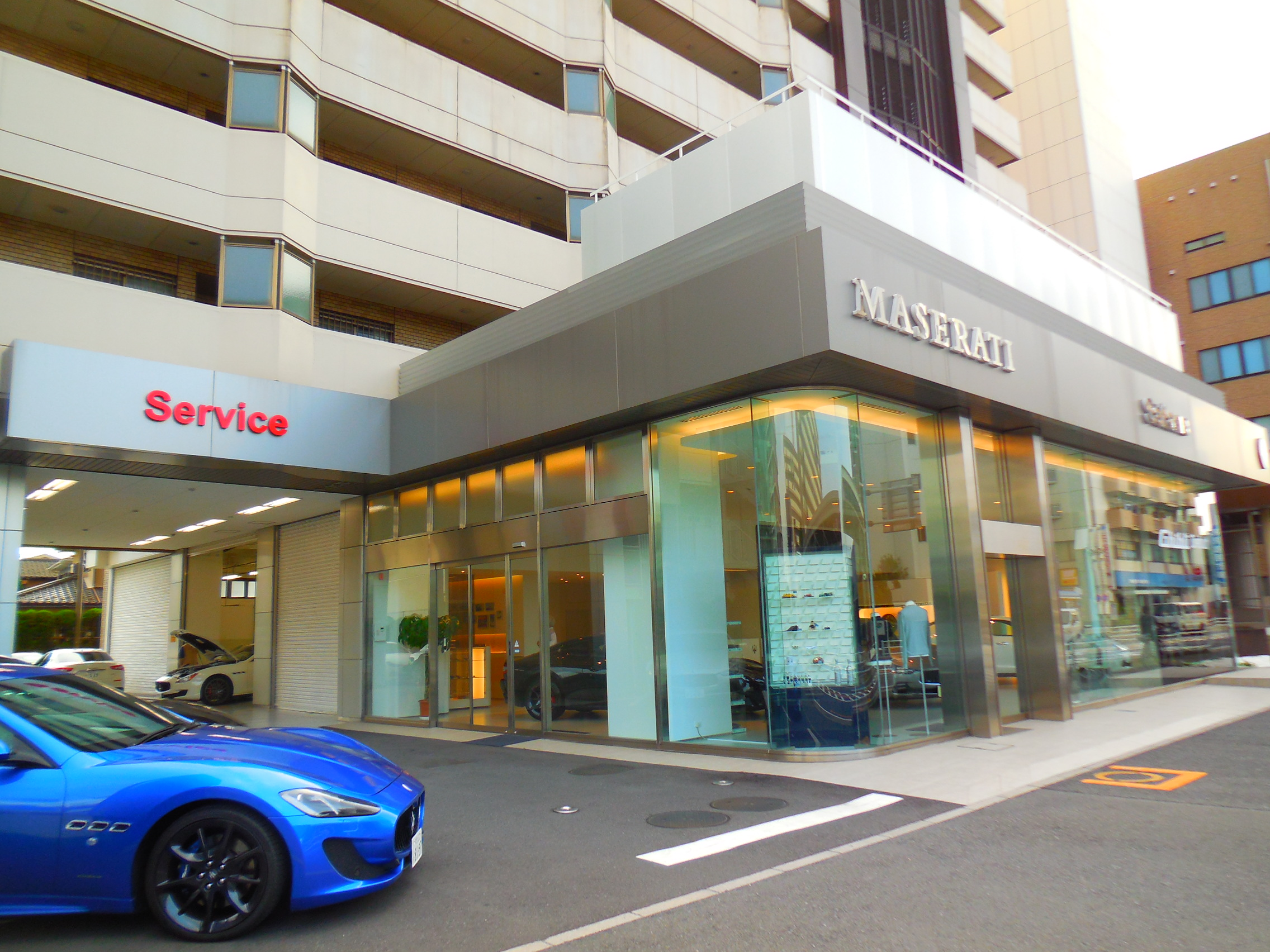
新CI導入店舗・マセラティ埼玉（セブンアベニュー→MID ALFA）

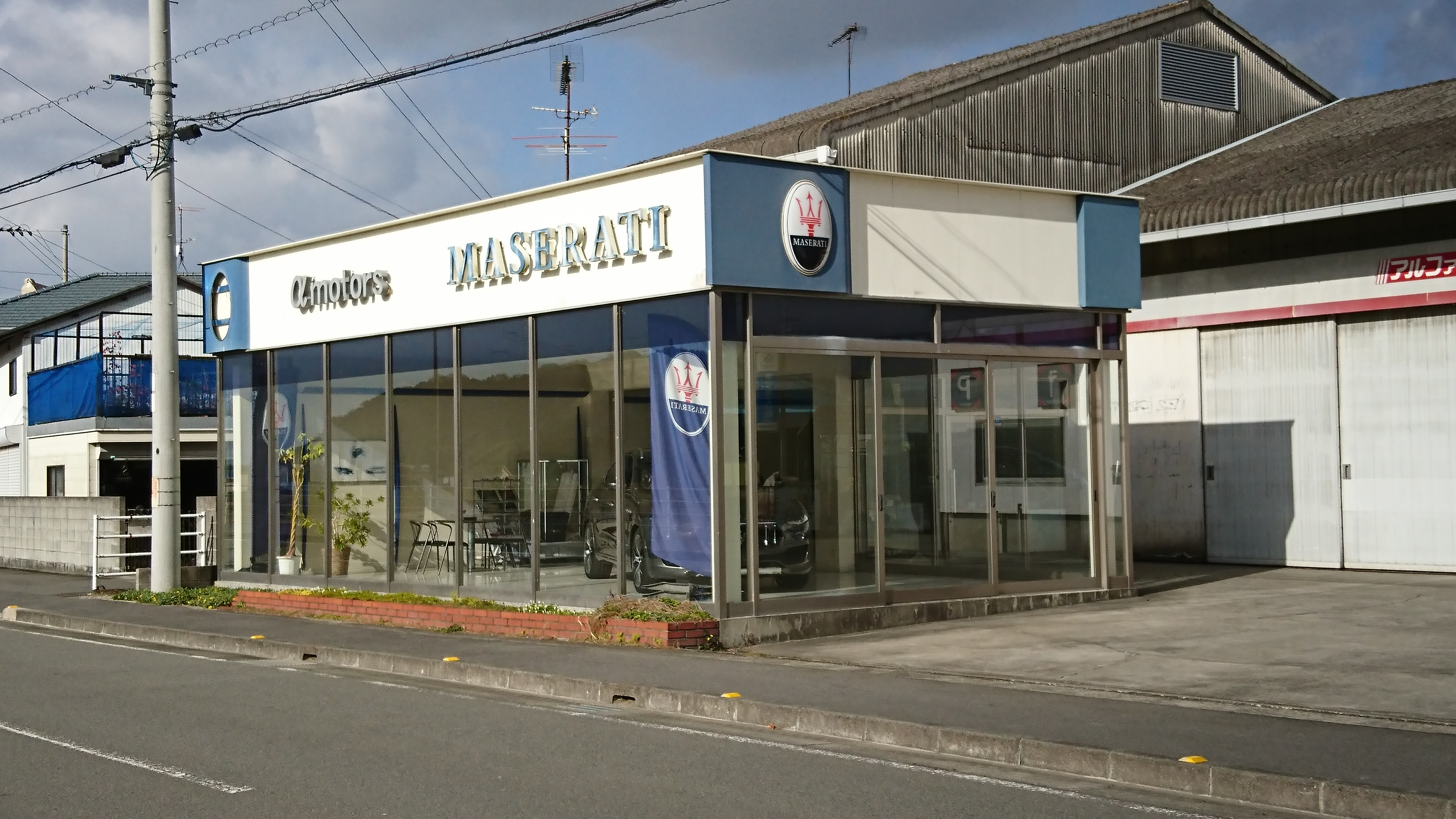
旧コーンズ販売網時代の正規ディーラー（愛媛県松山市・アルファモータース。2018年1月撮影）

新東洋企業、シーサイドモーターを経て、長きに渡ってガレーヂ伊太利屋が日本総輸入代理店を務めていた。1997年、コーンズ・アンド・カンパニー・リミテッドに輸入権が移管されてからは、本国CIに基づくデザインのショールームが建てられたりした。
2011年に日本法人「マセラティジャパン」が始動してからは、世界的な拡販戦略に基づき、ガレーヂ伊太利屋→コーンズと続いてきた販売網の再編成を進めてきた。2014年からは新車購入者を対象としたコンシェルジュサービスをスタートさせ（2019年9月30日にて終了）、2019年には千葉県富里市にPDIセンターを開設した。
なお、ステランティス傘下の他ブランドはStellantisジャパンが扱うが、マセラティのみマセラティジャパンが引き続き取り扱う体制がとられている。

## その他
- イタリアでは、オープンカーを「スパイダー」と呼称することがある。フェラーリが「spider」と綴っていたのに対して、かつてのマセラティでは「spyder」との綴りがみられた。語源は、その走行している姿がクモのようであった、軽快馬車「スパイダー フェートン (spider phaeton)」だとされる。